# Jean Jaurès
Pour les autres membres de la famille, voir Jaurès.
Cet article possède un paronyme, voir Jean Laurès.
Jean Jaurès ([ʒɑ̃ ʒo.ʁɛs]), né le 3 septembre 1859 à Castres (Tarn) et mort assassiné le 31 juillet 1914 à Paris (Seine), est un journaliste et homme politique français.
Issu d'une famille de la petite bourgeoisie castraise, il grandit à Castres, sa ville natale, où il passe son enfance et sa jeunesse, réalisant de brillantes études, il intègre ensuite l'école normale supérieure et obtient l'agrégation de philosophie.
Il commence une carrière politique comme républicain. En 1885, benjamin de la Chambre des députés, il siège au centre-gauche parmi les républicains « opportunistes », favorables à Jules Ferry. Battu lors des législatives de 1889 puis réélu comme socialiste indépendant lors de celles de 1893, il soutient la grande grève des mineurs de Carmaux, s'oppose aux « lois scélérates » et dénonce la collusion d'intérêts économiques avec la politique et la presse. Il prend la défense du capitaine Dreyfus, participe à la fondation du Parti socialiste français en 1902, puis fonde et dirige le quotidien L'Humanité.
Réélu député en 1902, il est un des parlementaires-clés pour l'adoption de la loi de séparation des Églises et de l'État en 1905. La même année, il participe à la création de la Section française de l'Internationale ouvrière (SFIO), dont il est l'un des acteurs principaux, unifiant ainsi le mouvement socialiste français. Ses positions réformistes lui valent toutefois l'opposition d'une partie de la gauche révolutionnaire.
Il consacre les dernières années de sa vie à tenter d'empêcher le déclenchement de la Première Guerre mondiale, se liant aux autres partis de l'Internationale ouvrière et faisant planer la menace de grève générale au niveau européen. Ces positions pacifistes lui valent d'être assassiné par le nationaliste Raoul Villain. Sa mort contribue paradoxalement au ralliement des socialistes à l'Union sacrée.
Contesté de son vivant, il devient après le Congrès de Tours une figure rassembleuse de la Gauche, comme en témoigne le transfert de sa dépouille au Panthéon.

## Biographie

### 1859-1885: jeunesse et formation

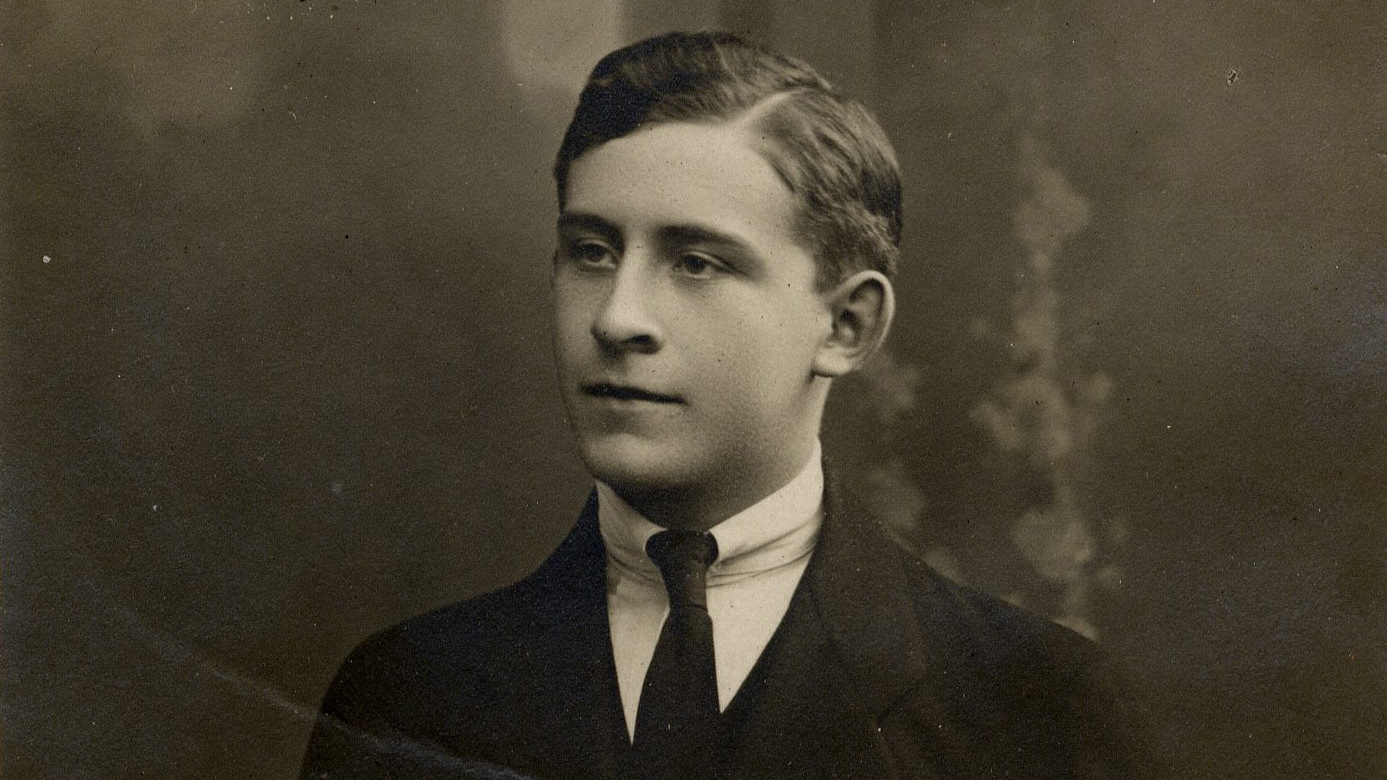
Jean Jaurès vers 1875.

Jean Jaurès, de son nom complet Auguste Marie Joseph Jean Léon Jaurès, naît à Castres le 3 septembre 1859, 5 rue Réclusane, dans la maison de la famille maternelle des Barbaza. Il appartient à une famille paternelle qui a évolué de la paysannerie vers la petite bourgeoisie provinciale du Tarn (essentiellement à Castres). Le jeune Jean Jaurès est notamment marqué par la brillante carrière de son cousin Benjamin Jaurès, amiral et ministre de la Marine en 1889.
Son père, Jules Jaurès (1819-1882), est un négociant qui possède une petite exploitation agricole de 6 ha (ferme du domaine de La Fédial près de Castres), dans laquelle son fils passe son enfance et son adolescence jusqu'à l'âge de 17 ans. La famille connaît ponctuellement des difficultés financières. Sa mère, Adélaïde Barbaza (1822-1906), issue d'une famille d'industriels du textile, s'occupe de l'éducation des deux enfants du couple : Jean, l'aîné, et Louis (1860-1937), qui devint amiral et député républicain-socialiste.

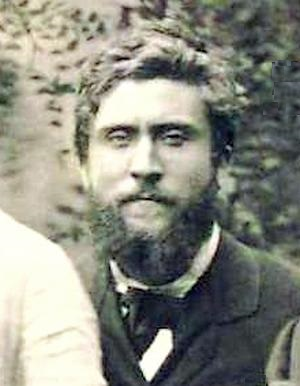
Jaurès en 1878, à l’École normale supérieure.

Très brillant élève de l'un des collèges-lycées de Castres, il y est remarqué par un inspecteur général, Félix Deltour, qui convainc ses parents de lui faire poursuivre ses études dans les écoles de l'« élitisme républicain », alors qu'ils le destinaient à l'administration des postes. Il écrit aussi bien en français qu'en latin à 16 ans. Il est lauréat du concours général en latin. L'inspecteur lui obtient une bourse qui lui permet de préparer à Paris l'École normale supérieure, au collège Sainte-Barbe puis au lycée Louis-le-Grand. Pur produit de la méritocratie républicaine, il reçoit le Premier prix du Concours général en 1878, et est reçu la même année premier au concours d'entrée à l'École normale supérieure, devant Henri Bergson. En aout 1881, il termine troisième à l'agrégation de philosophie, derrière Paul Lesbazeilles et Henri Bergson et devant Gustave Belot,.
Devenu professeur de lycée, Jean Jaurès enseigne tout d'abord au lycée Lapérouse à Albi, puis rejoint Toulouse en 1882, où il exerce comme maître de conférences à la faculté des lettres et se voit confier un cours de morale au lycée de jeunes filles, section grandes.
Il se marie le 29 juin 1886 avec Louise Bois (1867-1931), fille d'un marchand de fromages en gros d'Albi, avec qui il a deux enfants :
- Madeleine Jaurès, née le 19 septembre 1889 à Castres (Tarn) et décédée en 1951, mère de Jean-Jacques Delaporte (1910-1931) ;
- Louis Paul Jaurès, né le 27 août 1898 à Nontron (Dordogne). Engagé volontaire en 1915 à 17 ans, au 7e régiment de dragons, il passe aspirant au 10e bataillon de chasseurs à pied. Il est tué le 3 juin 1918 à Pernant (Aisne), lors de la seconde bataille de la Marne[12], et déclaré « mort pour la France »[13]. Une stèle, surmontée du buste de son père, est inaugurée à quelques kilomètres du lieu de sa mort, à Chaudun, le 15 novembre 1936, en présence de Léon Blum, qui prononce un discours[14],[15]. Il figure au Tableau d'honneur de la Grande Guerre, sous le prénom Paul[16].

Dans le contrat de mariage, la famille Bois offre au jeune couple le domaine de Bessoulet près de Villefranche-d'Albigeois où il s'installe rapidement.

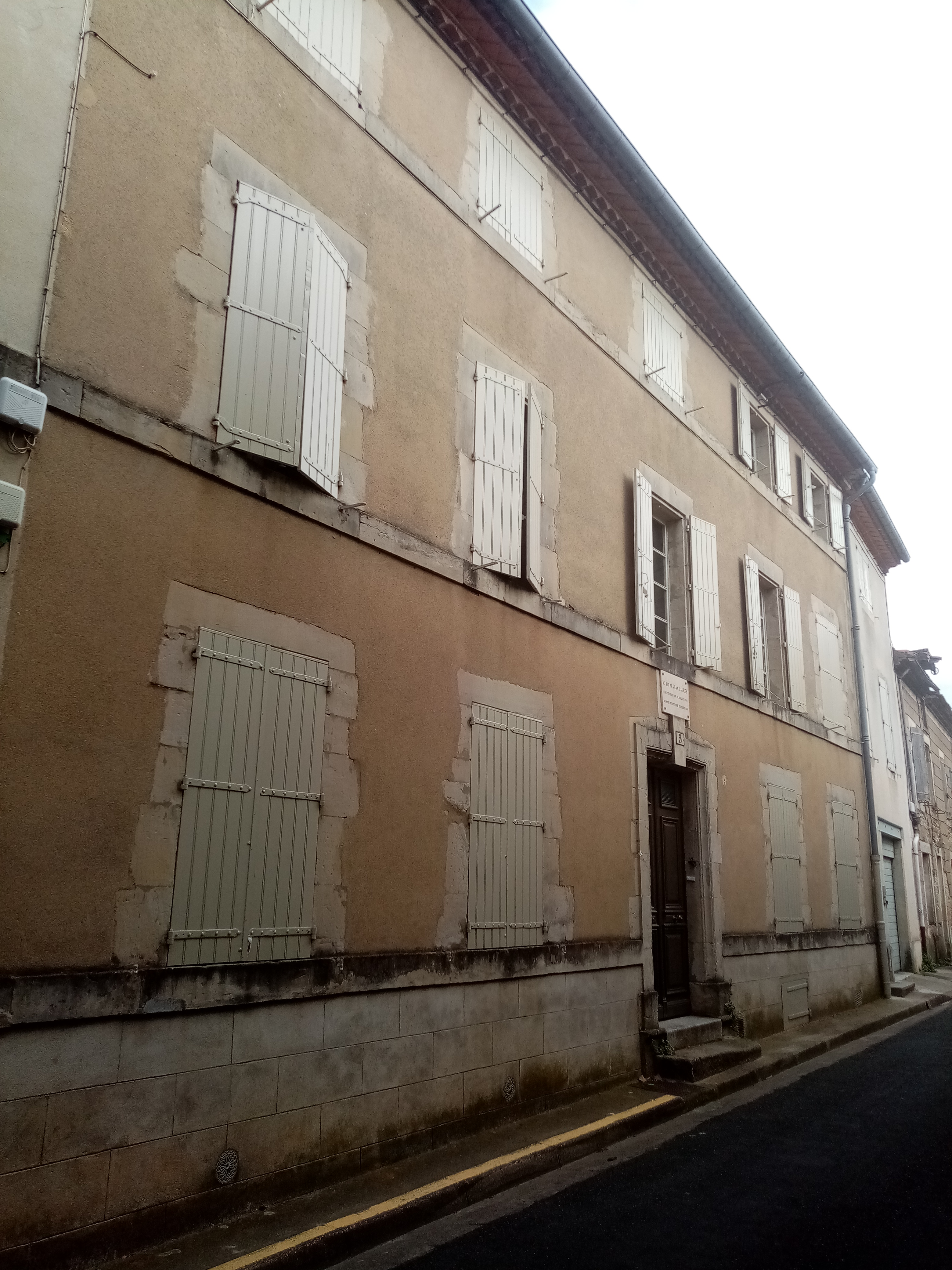
Maison natale restaurée en 2025 du tribun castrais Jean Jaurès.
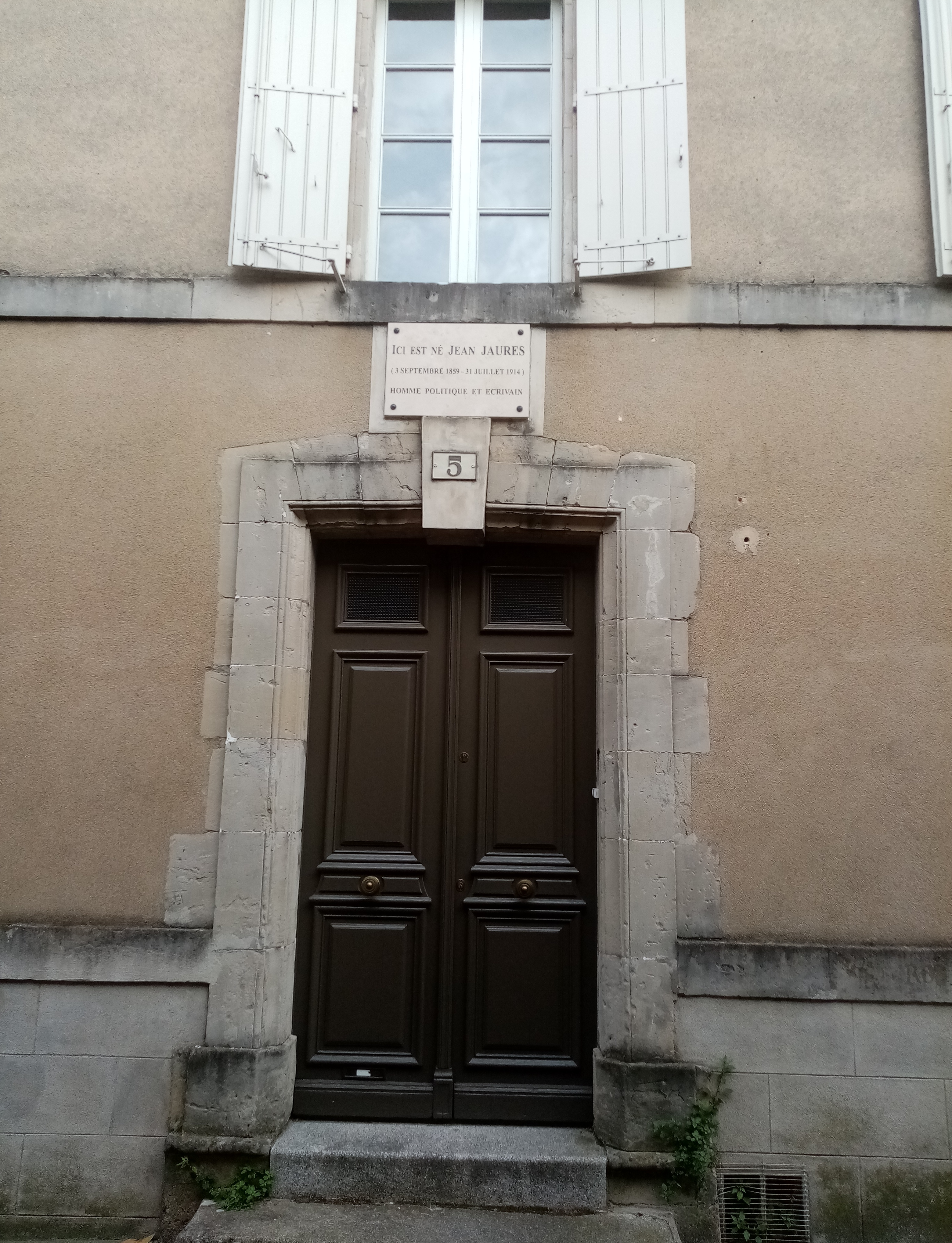
Entrée de la demeure familiale, rue Réclusane à Castres, où naît Jean Jaurès en septembre 1859.
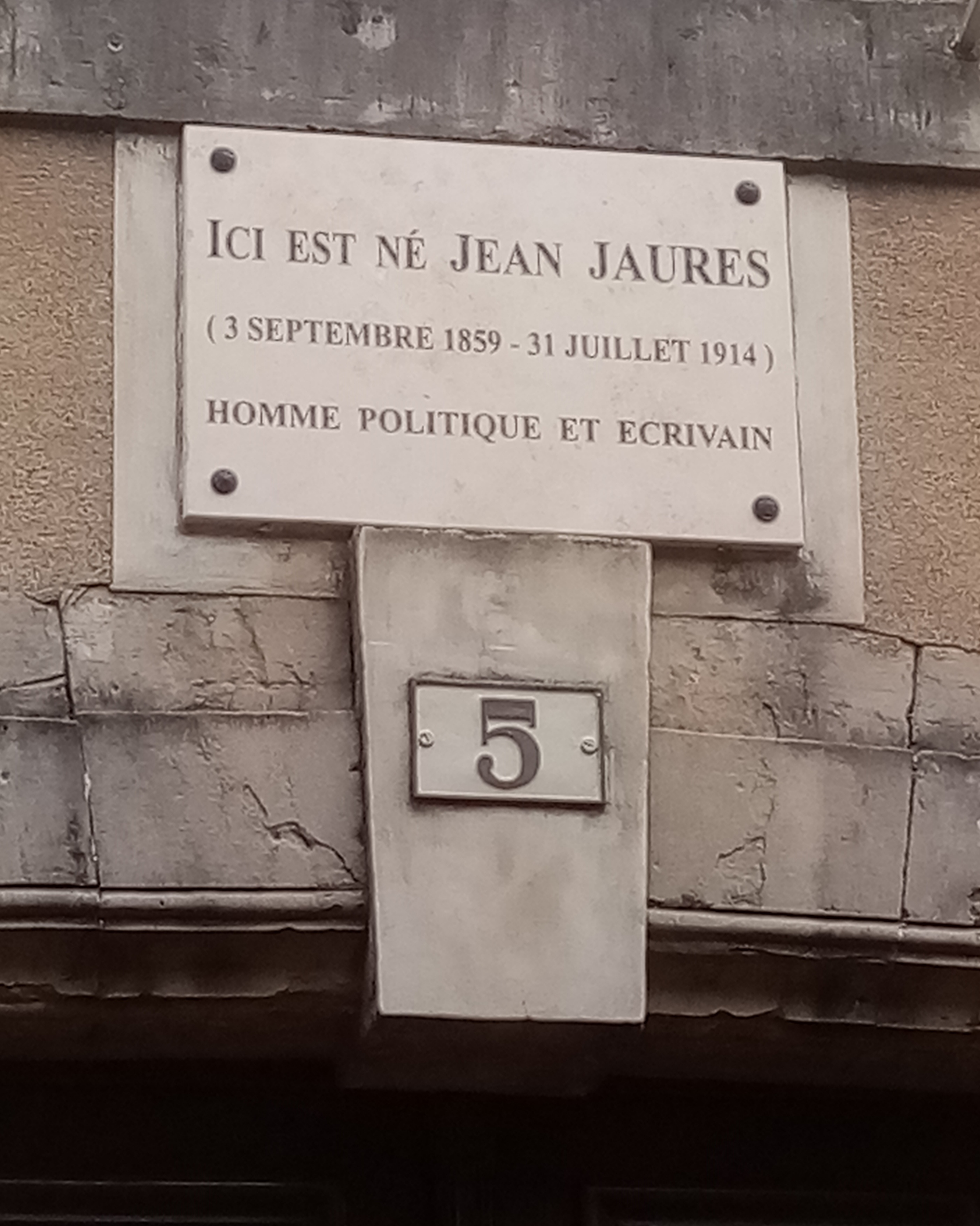
Nouvelle plaque commémorative (2025) au-dessus de la porte d'entrée rappelant le lieu de naissance de Jean Jaurès.
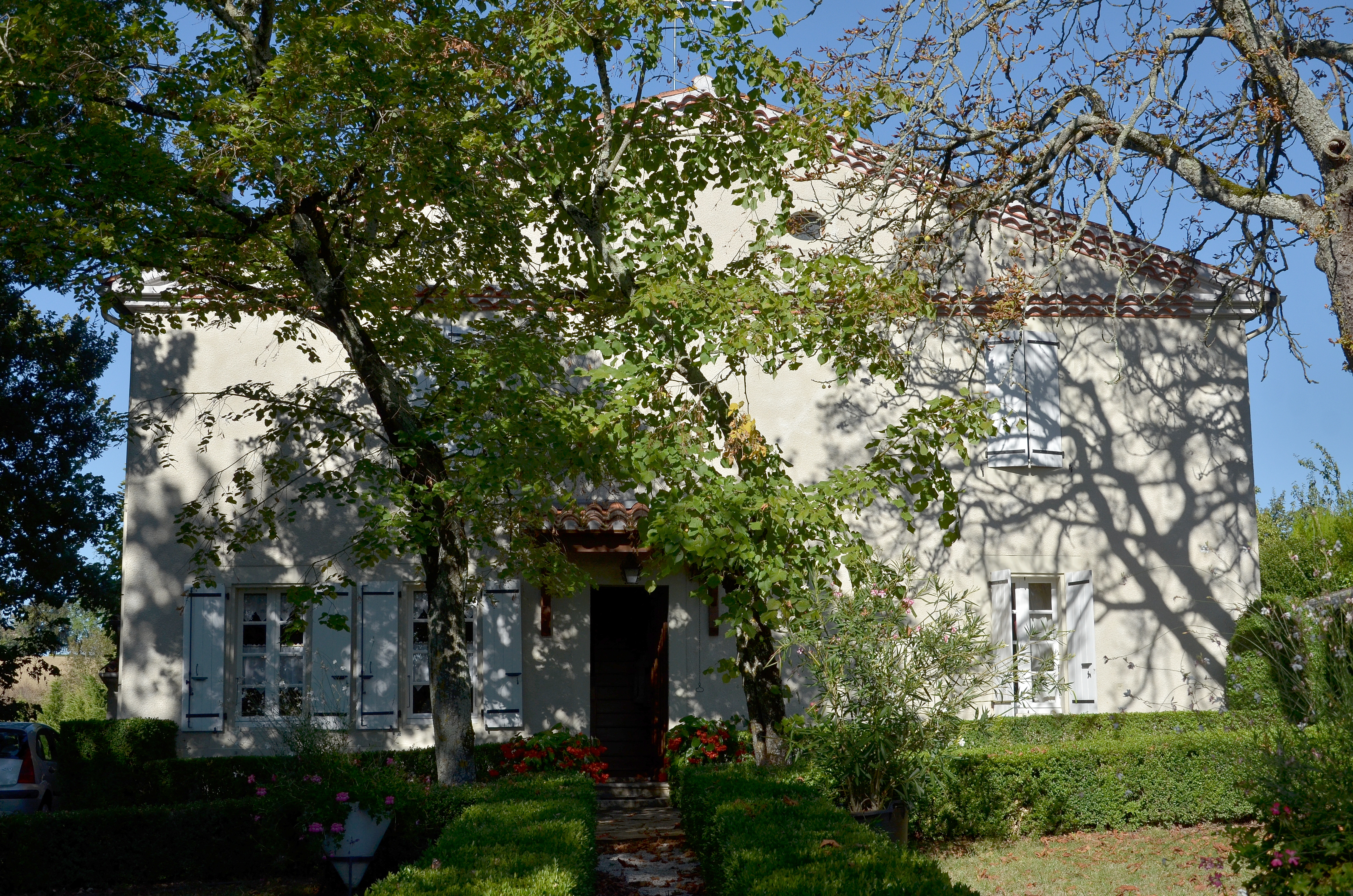
Maison de jeunesse de Jean Jaurès au domaine de la Fédial.
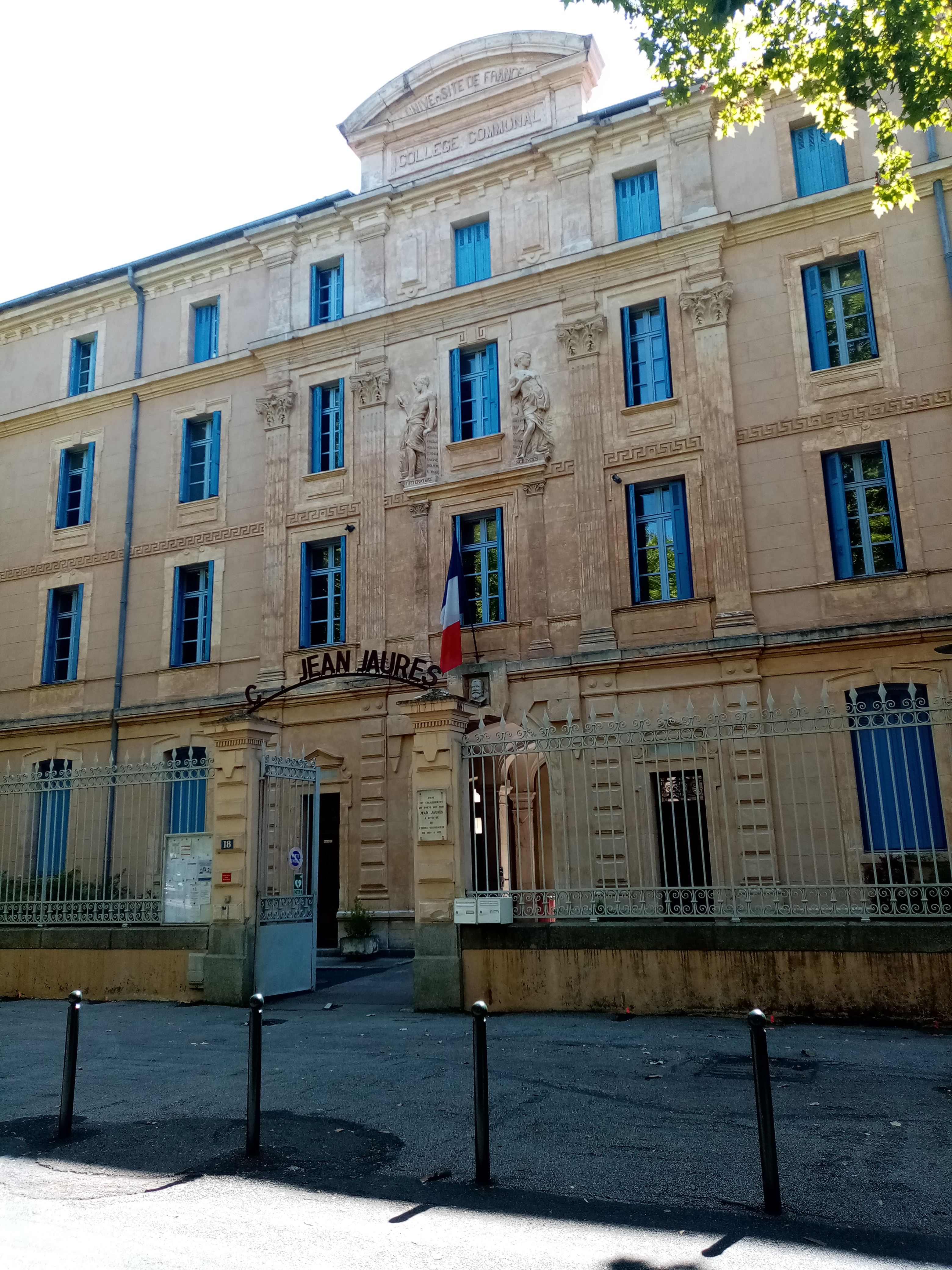
Collège Jean Jaurès à Castres où il étudie de 1869 à 1876.
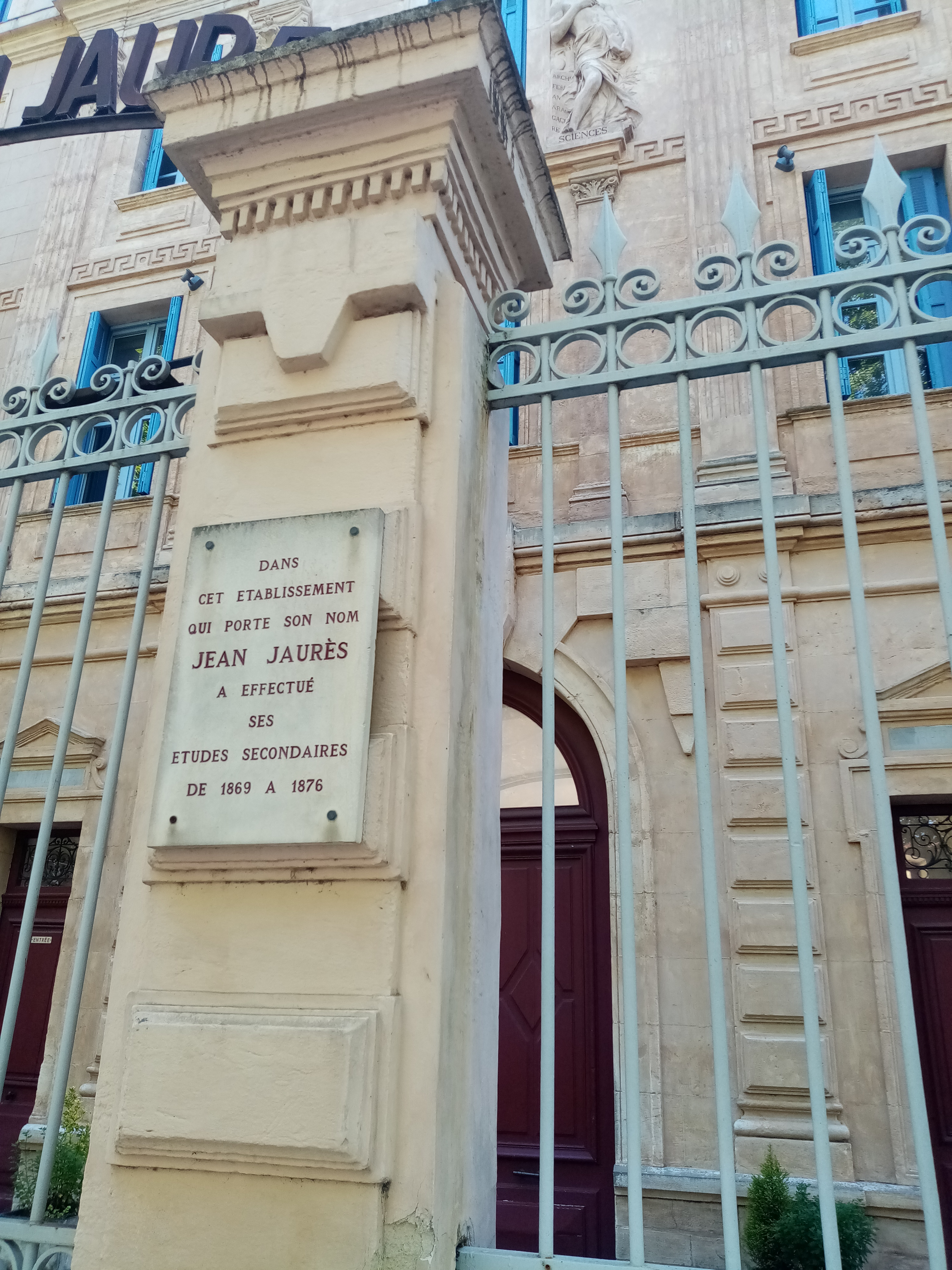
Plaque commémorative à l'entrée du collège qui porte désormais son nom.
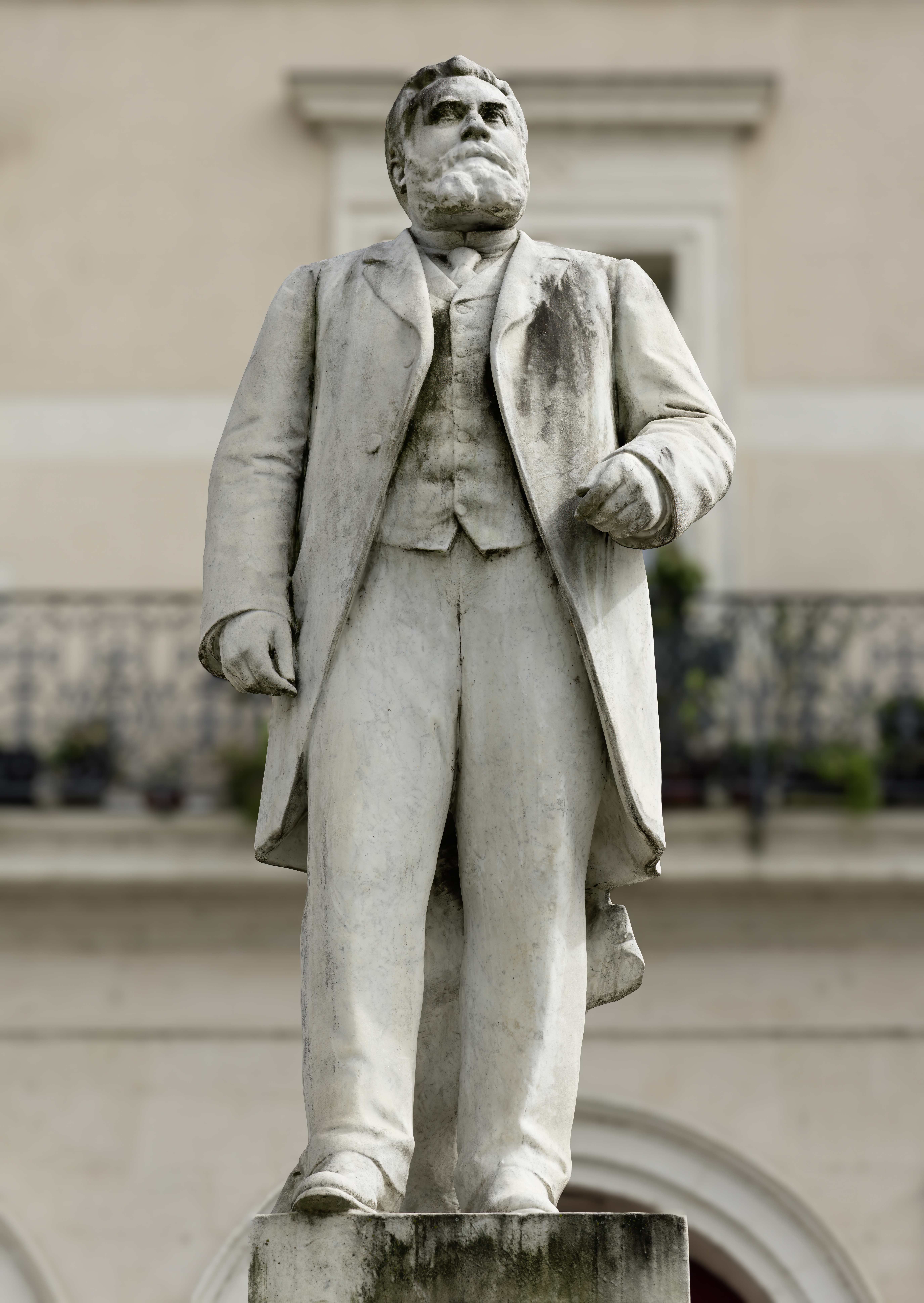
Statue du Monument à Jean Jaurès à Castres.
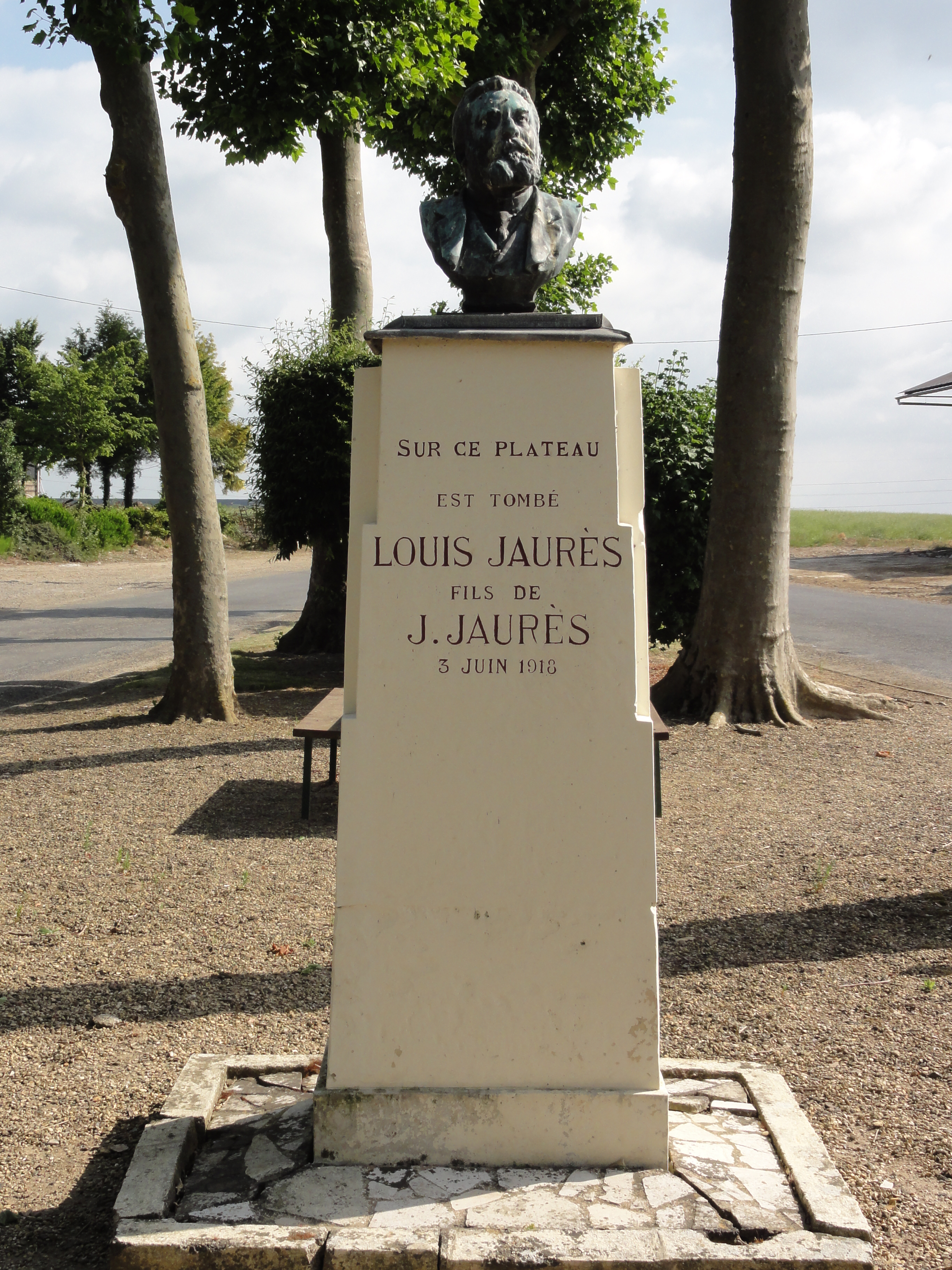
Le mémorial Louis Jaurès à Chaudun, stèle avec buste de Jean Jaurès.
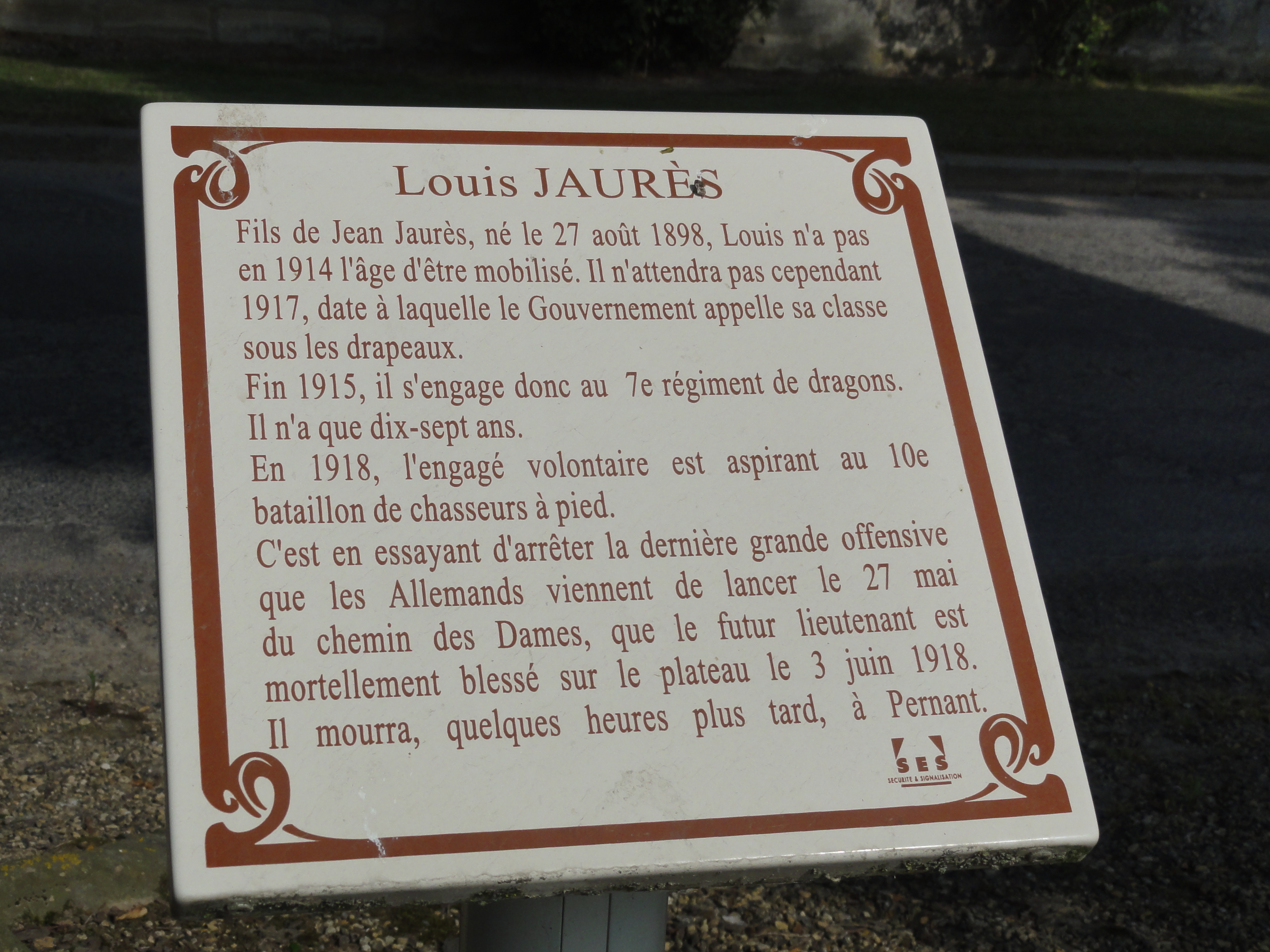
Le mémorial Louis Jaurès à Chaudun, plaque.

### 1885-1898: la progressive adhésion au socialisme

#### Entrée en politique comme républicain (1885-1889)

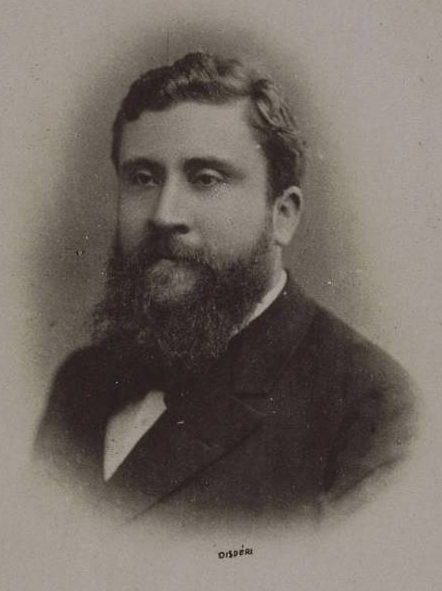
Jaurès entre 1885 et 1889.
(photographie de Disdéri).

S'affirmant ferryste, et incité par certains de ses anciens professeurs de Castres, il est désigné candidat (sixième de liste) par le congrès des républicains d’Albi pour les élections législatives d'octobre 1885,. Le 4 octobre, il figure six candidats élus, sa liste obtenant 48 067 voix sur 94 149 votants,.
Benjamin de la nouvelle Chambre, il siège parmi les républicains « opportunistes », favorables à Jules Ferry. Pour sa première intervention, en date du 21 octobre 1886, il défend les droits des communes en matière d’enseignement primaire. Ses votes permettent de le situer au centre gauche : contre l'amnistie des délits politiques des communards demandée par Henri Rochefort, pour le crédit de 80 millions accordé au corps expéditionnaire du Tonkin, pour un crédit de 800 000 francs au service des cultes,. L'historienne Madeleine Rebérioux le décrit comme étant « en rupture latente avec l’opportunisme, mal content du radicalisme », mais n'ayant « pas encore opté pour le socialisme : les élus socialistes qu’il rencontre à la Chambre le rebutent souvent par leur apologie de la violence et il vote, le 10 mars 1886, contre la motion de censure du gouvernement déposée par Émile Basly pendant la grève de Decazeville ». Il condamne âprement les violences et les « excès » de cette grève, lors de laquelle des mineurs, après de vains pourparlers, précipitent par une fenêtre l'ingénieur Warlin qui est achevé par la foule,. Cependant, plus généralement, selon Madeleine Rebérioux, « il acquiert une connaissance intime des difficultés des mineurs. Membre de la Commission des mines dans le cadre de laquelle il reçoit à la Chambre Jean-Baptiste Calvignac en mars 1886, il intervient à plusieurs reprises, en juin et juillet 1887, pour la création de délégués mineurs à la sécurité et il revient sur ce problème le 24 mai 1889. Devant l’impossibilité de faire aboutir un texte global, il lutte pour la création de caisses de secours et de retraite propres aux mineurs (Chambre, 24 mars 1890) ».
La législature est marquée par les succès du général Boulanger, auquel s'oppose Jaurès. En janvier 1889, lors de l’élection partielle de Paris à laquelle Boulanger est candidat, il soutient Jacques, le candidat commun aux socialistes-possibilistes et aux républicains bourgeois.
Lors des législatives de 1889, il est battu dans la circonscription de Castres par 8 776 voix contre 9 632 à son adversaire monarchiste, Jean-Pierre Abrial,.

#### Découverte du socialisme
Privé de son mandat de député, Jaurès reprend son enseignement à la faculté de Toulouse. Il est reçu docteur ès lettres en 1892. Sa thèse principale a pour titre De la réalité du monde sensible, sa thèse secondaire (en latin, selon l'usage de l'époque) De primis socialismi germanici lineamentis apud Lutherum, Kant, Fichte et Hegel, dans laquelle il exprime sa conviction que seul le socialisme permettra à l'Homme d'obtenir son plein épanouissement dans une société harmonieuse et fraternelle.
Il continue également son activité politique. À partir de 1887, il collabore au quotidien de tendance radicale La Dépêche de Toulouse (la future Dépêche du Midi). Jaurès y rédige, le 15 janvier 1888, un article sur l'importance de l'école pour le futur citoyen : « Lettre aux instituteurs et institutrices ». Élu conseiller municipal de Toulouse en juillet 1890 au sein d'un conseil « d’union républicaine radicale et radicale-socialiste », il devient adjoint au maire chargé de l'instruction publique jusqu'en 1893.
Selon l'historien Michel Launay, c'est en février 1890 que Jean Jaurès « exprime pour la première fois d'une façon définitive sa solidarité avec le socialisme français et international », dans un article intitulé « Nos camarades les socialistes allemands ». Il demeure toutefois attaché au parti républicain, qu'il se représente dans son entier comme « un immense parti socialiste » (Dépêche, 22 octobre 1890). D'après sa consœur Madeleine Rebérioux, « son intérêt pour la pensée socialiste a été renforcé par ses discussions avec Lucien Herr, sa solide connaissance de l’allemand et l’essor du parti social-démocrate redevenu légal dans l’Allemagne postbismarckienne. Mais, dans son évolution, le rôle principal appartient à la lente découverte qu’il fait de la classe ouvrière », dont il étudie la condition « depuis sa première campagne électorale ».

#### Grève des mineurs de Carmaux: adhésion définitive au socialisme (1892)

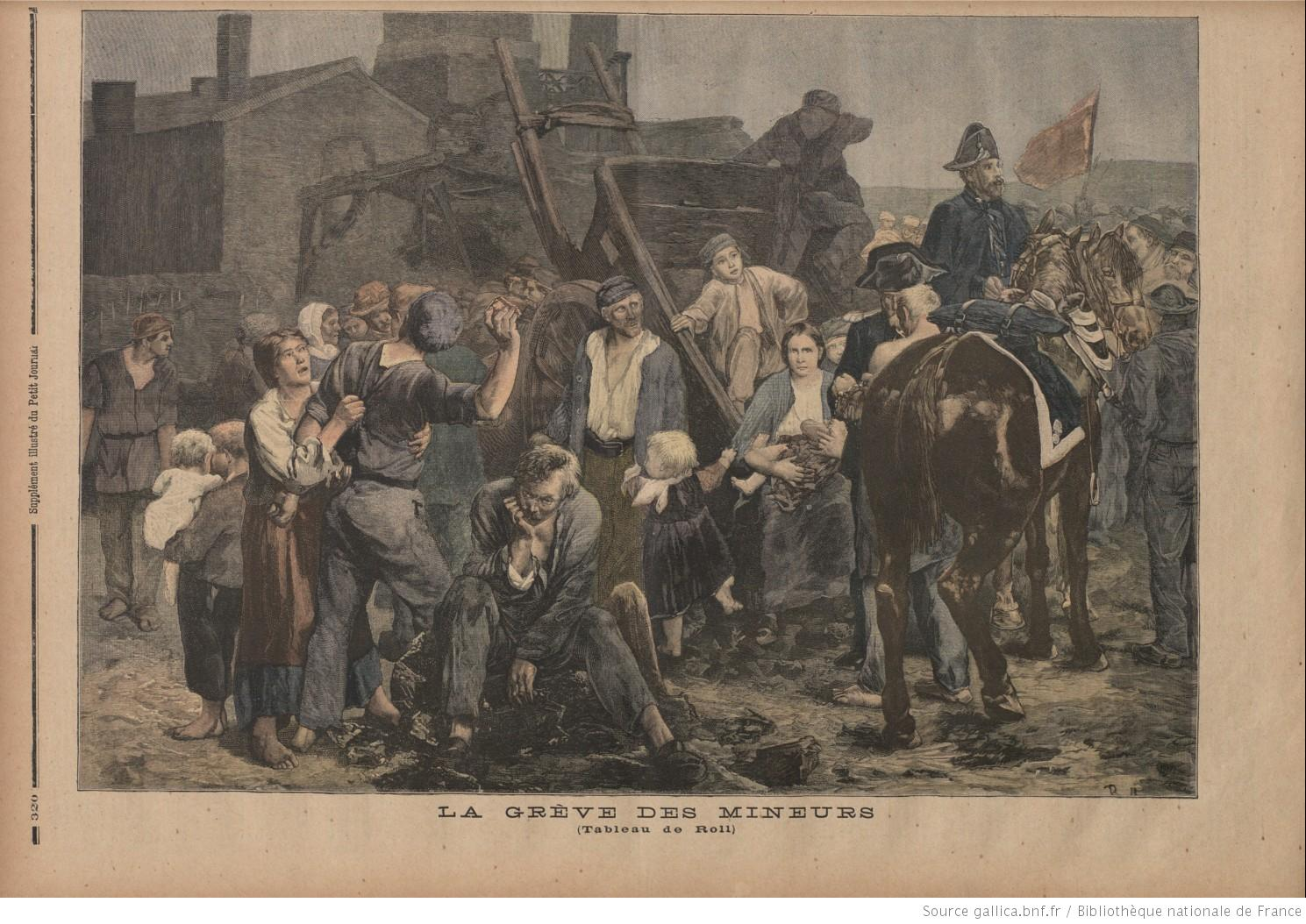
La grève des mineurs de 1892 à Carmaux vue par Le Petit Journal.

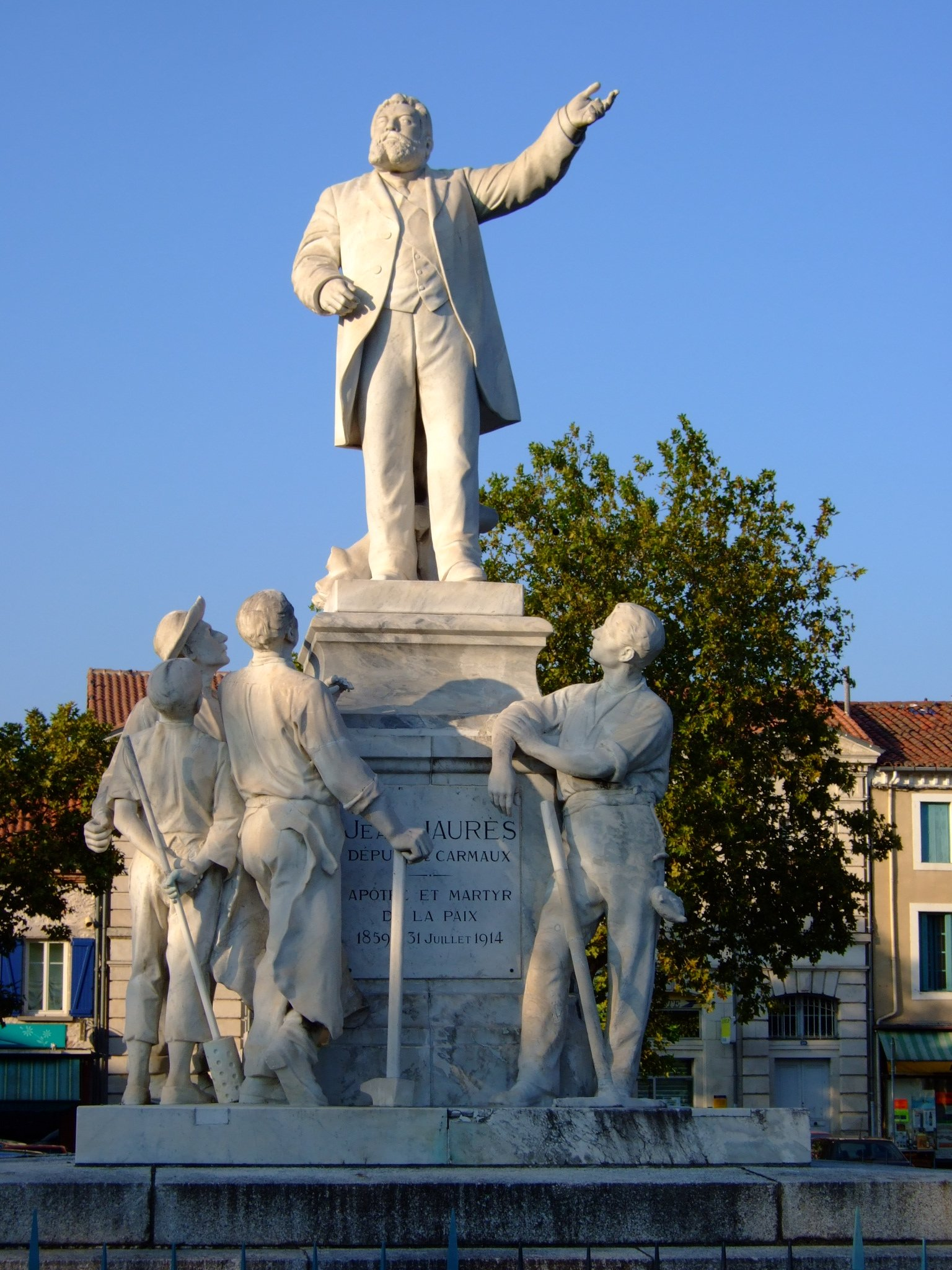
Gabriel Pech, Monument à Jean Jaurès à Carmaux.

En 1892, quand éclate la grande grève des mineurs de Carmaux, Jean Jaurès est à l'écart de la vie politique nationale. L'origine du conflit est le licenciement de Jean-Baptiste Calvignac — ouvrier mineur, dirigeant syndical et socialiste qui venait d'être élu maire de Carmaux le 15 mai 1892 — par la Compagnie des mines que dirigent le baron René Reille, président du conseil d'administration (l'homme fort de la droite tarnaise), et son gendre Jérôme Ludovic de Solages, membre de ce même conseil (député de la circonscription depuis septembre 1889), propriétaire de mines et de verreries. Le prétexte motivant le licenciement se trouve dans les absences de Jean-Baptiste Calvignac causées par ses obligations d'élu municipal. Ce licenciement est considéré par les mineurs comme une remise en cause du suffrage universel et des droits réels de la classe ouvrière à s'exprimer en politique.
Les ouvriers se mettent en grève pour défendre leur maire. Le président Sadi Carnot envoie l'armée (1 500 soldats) au nom de la « liberté du travail ». En plein scandale de Panama, la République semble ainsi prendre le parti du patronat contre les grévistes.
Dans ses articles à La Dépêche à partir du 29 août 1892, Jean Jaurès soutient la grève, aux côtés de Georges Clemenceau. Il accuse la République d'être aux mains de députés et ministres capitalistes favorisant la finance et l'industrie aux dépens du respect des personnes. Durant cette grève, il fait l'apprentissage de la lutte des classes et du socialisme. Arrivé intellectuel bourgeois, républicain social, Jean Jaurès sort de la grève de Carmaux acquis au socialisme.
Sous la pression de la grève et de Jaurès, le Gouvernement arbitre le différend entre la Compagnie minière de Carmaux et Calvignac au profit de ce dernier en lui donnant un congé illimité pour qu'il exerce ses fonctions de maire. Solages démissionne de son siège de député et provoque l'élection anticipée de janvier 1893. Ne s'étant pas accordé sur une candidature de Calvignac et n'ayant obtenu l’accord d'Antoine Duc-Quercy, le comité électoral socialiste de Carmaux se tourne vers Jean Jaurès, qui accepte de reprendre le programme de Marseille du Parti ouvrier français.
Le 8 janvier 1893, il est élu député au deuxième tour par 5 180 voix sur 10 095 votants sous l'étiquette « socialiste indépendant » contre l’opportuniste Héral,. Les cantons ruraux lui procurent alors 59 % de ses suffrages. Son mandat est confirmé quelques mois plus tard lors des élections générales du 20 août 1893 par 5 663 voix sur 10 267 votants, lors desquelles le nombre de députés socialistes passe de 13 à 41, ce qui leur permet de former un groupe parlementaire dirigé par Jaurès.

#### Premier mandat comme député socialiste (1893-1898)

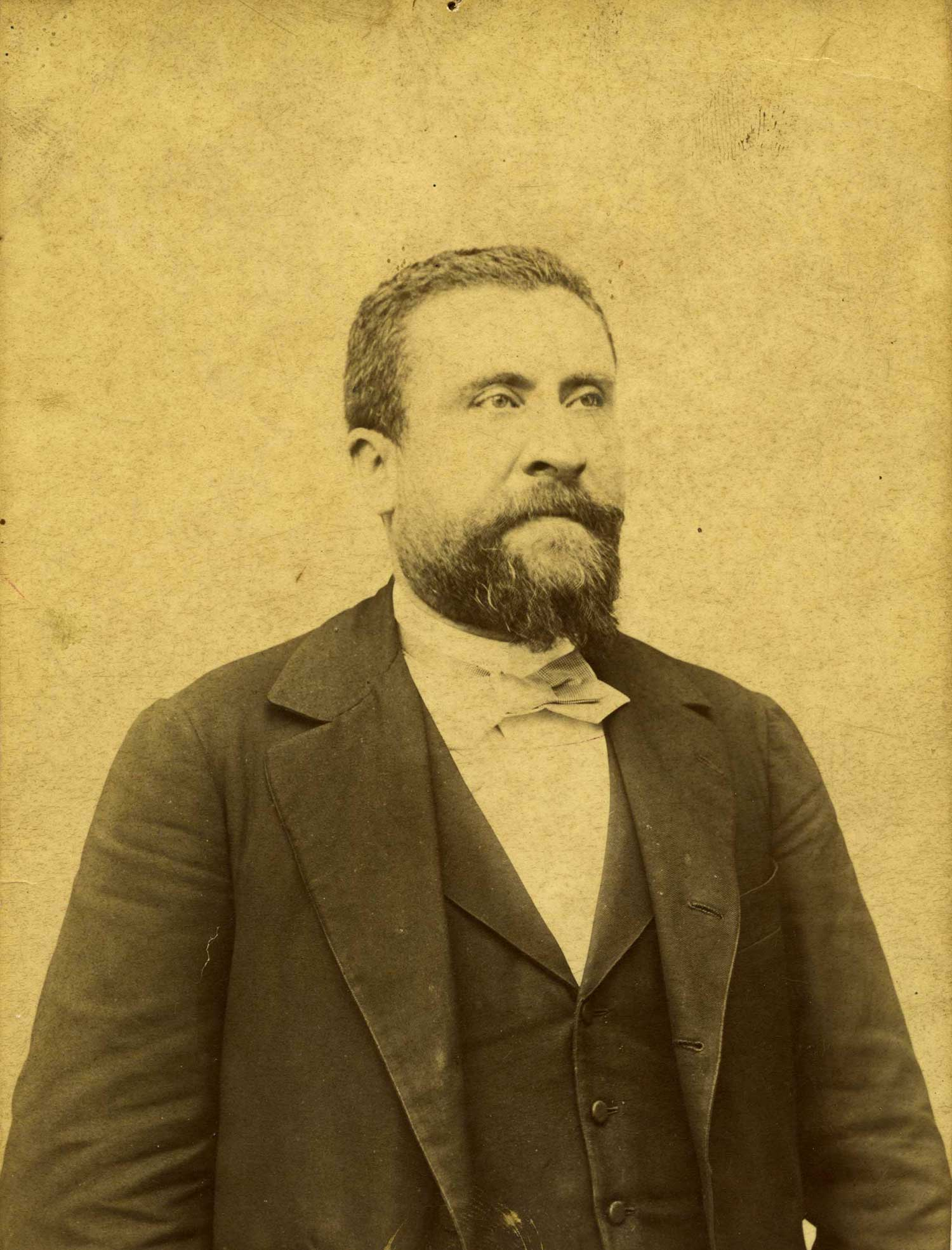
Jean Jaurès vers 1892.

Désormais, Jean Jaurès représente à la Chambre des députés les mineurs de Carmaux. Il milite avec ardeur contre les « lois scélérates ». Surtout, Jaurès se lance dans une incessante et résolue défense des ouvriers en lutte. Il défend les verriers d'Albi, renvoyés par leur patron Rességuier, ce qui lui vaut l'ouverture d'une information judiciaire pour entrave à la liberté de travail, abandonnée fin 1895. C'est aussi à l'occasion de la découverte de fonds venant de hauts lieux chez un anarchiste de retour de Carmaux[pas clair] qu'il se lance dans un discours à la Chambre, le 30 avril 1894. Dans ce dernier, il dénonce la politique répressive du gouvernement, la censure du Père Peinard (« consacré presque tout entier à injurier les députés socialistes »), le deux poids deux mesures avec, d'un côté, la censure des journaux et députés socialistes, de l'autre la tolérance de discours également contestataires de certains catholiques, et enfin l'usage des agents provocateurs :

« C’est ainsi que vous êtes obligés de recruter dans le crime de quoi surveiller le crime, dans la misère de quoi surveiller la misère et dans l’anarchie de quoi surveiller l’anarchie. (Interruptions au centre. — Très bien ! très bien ! à l’extrême gauche.)

Et il arrive inévitablement que ces anarchistes de police, subventionnés par vos fonds, se transforment parfois — comme il s’en est produit de douloureux exemples que la Chambre n’a pas pu oublier — en agents provocateurs. »

Dans le sillage de la grève des mineurs de Carmaux, il participe, en 1895, à celle des verriers de la ville, déclenchée par le licenciement de deux syndicalistes par le patron de la verrerie, Eugène Rességuier. Cette grève aboutira à la fondation de la Verrerie ouvrière d'Albi, premier grand exemple d'entreprise autogérée.
Durant ce mandat, Jean Jaurès dénonça l'indifférence européenne et française aux massacres des Arméniens par le sultan Abdülhamid II, dans un discours devant la Chambre des députés le 3 novembre 1896, visionnaire dix-neuf ans avant le génocide de 1915.
Dans le Languedoc viticole, il visite « Les Vignerons libres de Maraussan » qui créent la première cave coopérative. Aux élections de 1898, il est battu par le marquis Jérôme Ludovic de Solages, héritier du fondateur de la Compagnie minière de Carmaux.

### 1898-1914: principal dirigeant socialiste français

#### Affaire Dreyfus
Si Jaurès s'est distingué des menées antisémites dès 1890 pour dénoncer les « faux socialistes » ou les « charlatans de la réaction et du boulangisme », « singes malfaisants » ou en méprisant Édouard Drumont, Jaurès n'en est pas moins initialement convaincu de la culpabilité du capitaine Dreyfus ,. Dans un discours à l'Assemblée, le 24 décembre 1894, il déclare : « le capitaine Dreyfus, convaincu de trahison par un jugement unanime, n'a pas été condamné à mort, et le pays voit qu'on fusille sans pitié de simples soldats coupables d'une minute d'égarement, de violences ». Si pour l'historien Michel Dreyfus, « Jaurès estime [au début de l'Affaire] que si Dreyfus n'est pas condamné à mort, c'est parce que l'« immense effort juif » fait en sa faveur n'a pas été tout à fait « stérile » et qu'il a bénéficié du « prodigieux déploiement de la puissance juive » », cette interprétation semble abusive pour son confrère Gilles Candar qui explique que Jaurès n'est pas intervenu à la Chambre pour réclamer la peine de mort à l'encontre d’Alfred Dreyfus, mais a évoqué l'Affaire comme argument pour réduire les cas de recours à la peine capitale dans le cadre d'un débat sur le régime des peines applicables dans le Code de justice militaire.

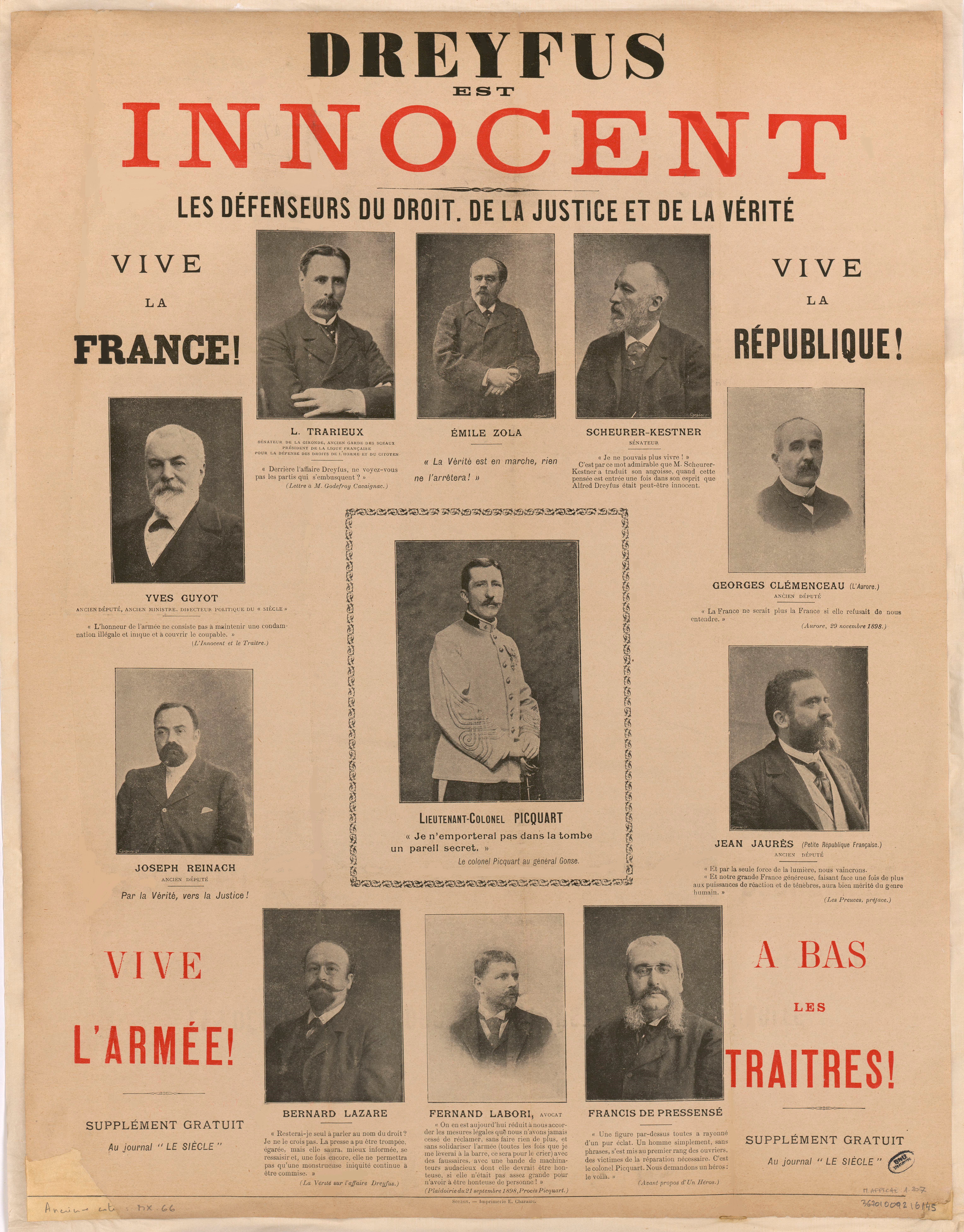
Dreyfus est innocent : les défenseurs du droit, de la justice et de la vérité.
Jaurès figure parmi les défenseurs du capitaine sur cette affiche dreyfusarde (1899).

Jaurès reste d'abord en retrait de la campagne de révision du procès avant de s'engager progressivement comme défenseur de Dreyfus. « En définitive, la haine de l'antisémitisme ne semble pas avoir joué un rôle « déterminant » dans son engagement en faveur de Dreyfus : c'est bien davantage sa vision de la démocratie, ainsi que sa volonté de rallier la jeunesse qui l'auraient poussé en ce sens. Dès lors, le combat de Jaurès en faveur de Dreyfus devient décisif ».
Si Michel Dreyfus estime que la parution le 13 janvier 1898 de l'article J'accuse…! d'Émile Zola ne serait pas l'élément déclencheur de son engagement dreyfusard, l'historien Jean-Numa Ducange relève que Jaurès prend pourtant la parole le jour-même à la Chambre des députés pour défendre Zola et L'Aurore, qui sont assignés en Justice pour diffamation par le ministre de la Guerre : « il paraît plus facile à M. le ministre de la Guerre de réprimer la presse qui dénonce les abus militaires que de réprimer les abus militaires eux-mêmes. »
le 7 juin 1898, son discours à la salle Tivoli appelle à s'engager pour l'innocence de Dreyfus. Si Michel Dreyfus relève que Jaurès évoque la « race juive, concentrée, passionnée, subtile, toujours dévorée par une sorte de fièvre du gain quand ce n'est pas par la fièvre du prophétisme[, qui] manie avec une particulière habileté le mécanisme capitaliste, mécanisme de rapine, de mensonge, de corruption et d'extorsion », Candar explique que Jaurès le fait pour dénoncer les haines de races au profit de la lutte des classes : « ce n’est pas la race qu’il faut briser, c’est le mécanisme dont elle se sert, et dont se servent les exploiteurs chrétiens ». Alors que le Parti ouvrier français se refuse à défendre un militaire à la solde de l’État bourgeois,, Candar montre que pour Jaurès Dreyfus n’est plus ni un bourgeois, ni un officier : « Il est seulement un exemplaire de l’humaine souffrance en ce qu’elle a de plus poignant. Il est le témoin vivant du mensonge militaire, de la lâcheté politique, des crimes de l’autorité. ». Dans un contexte encore majoritairement antidreyfusard, le patriotisme de Jaurès est remis en cause par le marquis de Solages, contribuant à la défaite de Jaurès aux législatives le 31 mai 1898,.

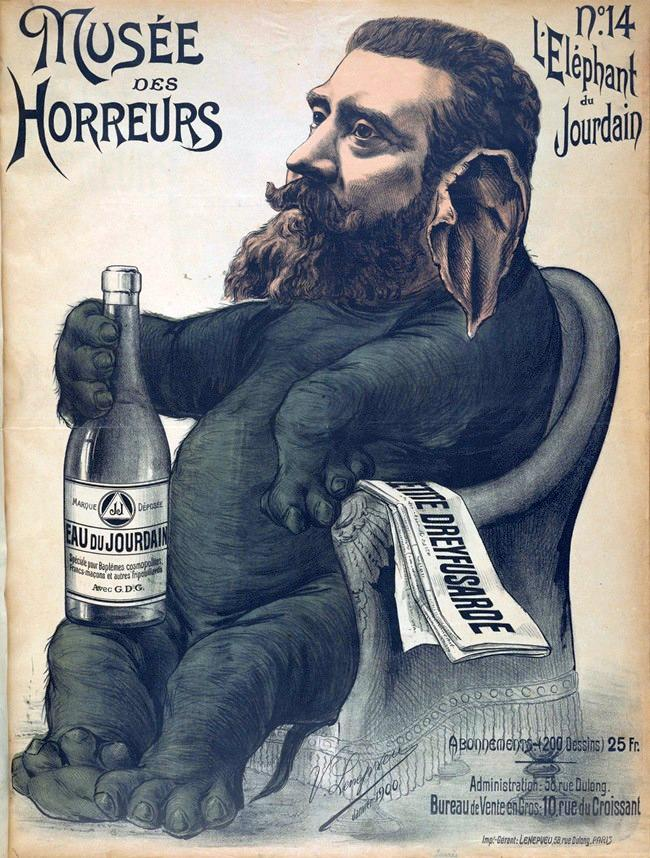
L'Éléphant du Jourdain, caricature antidreyfusarde de Jaurès parue dans le Musée des horreurs de V. Lenepveu (janvier 1900).

L'évolution de Jaurès est probablement favorisée par ses échanges avec ses amis Lucien Herr et Lucien Lévy-Bruhl, qui l'ont devancé dans l’engagement dreyfusard, et le député parisien Gustave Rouanet, collaborateur direct de Jaurès, dans le cadre de L’Histoire socialiste de la France contemporaine. Pour Jaurès, l'affaire est non seulement un problème de justice individuelle, mais surtout de respect de l'humanité elle-même. En effet, elle pose le problème du mensonge et de l'arbitraire des grandes institutions, notamment de l'armée qui entend avoir une « justice » séparée. En outre, l'affaire Dreyfus est instrumentalisée par les droites catholique et nationaliste pour tenter de renverser la République,.
Après la perte de son mandat parlementaire, Jaurès devient codirecteur du quotidien La Petite République où il s'engage fermement pour prouver l'innocence de Dreyfus durant l'été 1898. Fin août 1898, la révélation du faux commis par le commandant Henry renforce son argumentation Ses écrits sont rassemblés dans l'ouvrage Les Preuves publié le 29 septembre 1898 , avant que la Cour de cassation ne soit saisie de la demande de révision du procès Dreyfus : « Si Dreyfus a été illégalement condamné et si, en effet, comme je le démontrerai bientôt, il est innocent, il n'est plus ni un officier ni un bourgeois : il est dépouillé, par l'excès même du malheur, de tout caractère de classe ; il n'est plus que l'humanité elle-même, au plus haut degré de misère et de désespoir qu'on puisse imaginer. […] Nous pouvons, sans contredire nos principes et sans manquer à la lutte des classes, écouter le cri de notre pitié ; nous pouvons dans le combat révolutionnaire garder des entrailles humaines ; nous ne sommes pas tenus, pour rester dans le socialisme, de nous enfuir hors de l'humanité ».
Cette soif de justice universelle se retrouve dans le discours de Jaurès, réélu député en 1902, à la Chambre les 6 et 7 avril 1903 qui ouvre la « troisième affaire Dreyfus ». En apportant les preuves d’un complot nationaliste, il obtient l’ouverture d’une enquête, prélude à la réhabilitation de Dreyfus en 1906.
Pour l'historien Vincent Duclert, Les Preuves fournissent à Jaurès l’occasion de formuler une définition du socialisme en action et de l’inscrire aussi bien dans le mouvement historique de la démocratie et que dans celui des luttes révolutionnaires. Alors que Jules Guesde et Édouard Vaillant sont critiqués par Charles Péguy pour leur silence, le triomphe du dreyfusisme face au nationalisme donne à Jaurès une dimension essentielle pour lui permettre de réussir l'unité des Socialistes en 1905.

#### Socialiste soutenant la République (1898-1904)
Battu aux législatives de 1898 par 5 180 voix contre 6 637 voix au marquis de Solages sur un total de votants sur 11 904 votants (l'installation de la Verrerie ouvrière à Albi et son ardente défense de Dreyfus ont provoqué sa défaite), Jean Jaurès se consacre au journalisme et devient codirecteur de La Petite République, un journal socialiste républicain. C'est dans les colonnes de ce journal qu'il publie Les preuves relatives à l'affaire Dreyfus. Par ses articles, il soutient le gouvernement Waldeck Rousseau de « défense républicaine », qui associe à son action, pour la première fois dans l'histoire de la République, un socialiste, Alexandre Millerand, nommé au Commerce et à l'Industrie. Parallèlement, il dirige une Histoire socialiste de la France contemporaine (Éditions Rouff) pour laquelle il rédige les volumes consacrés à la Révolution française (1901-1908).
Aux législatives de 1902, il retrouve son siège de député en rassemblant 6 494 voix contre 6 154 voix au marquis de Solages sur un total de votants sur 12 765 votants. La même année, Jean Jaurès participe à la fondation du Parti socialiste français. Son talent d'orateur lui permet de devenir le porte-parole du petit groupe socialiste de l'Assemblée nationale. Jaurès s'engage nettement en faveur du Bloc des gauches et du gouvernement Combes (1902-1905). Il participe à la rédaction de la loi de séparation des Églises et de l'État (décembre 1905). Cependant, Jaurès et les autres socialistes sont déçus par la lenteur des réformes sociales. Le dynamisme du Bloc des gauches s'épuise. Jaurès, vice-président de la Chambre en 1902, n'est pas réélu à cette fonction en 1904. Le rapprochement politique avec un gouvernement « bourgeois » allant jusqu'à la participation gouvernementale est, de plus, condamné par l'Internationale socialiste. Il défend le projet d'impôt sur le revenu qui serait venu se substituer à un système fiscal dominé par quatre contributions directes (contribution financière, personnelle mobilière, patentes, et portes et fenêtres) qu'il juge inégalitaire puisqu'il n'est pas indexé sur le niveau de revenu de chaque citoyen.

#### Fondation deL'Humanitéet unification du mouvement socialiste

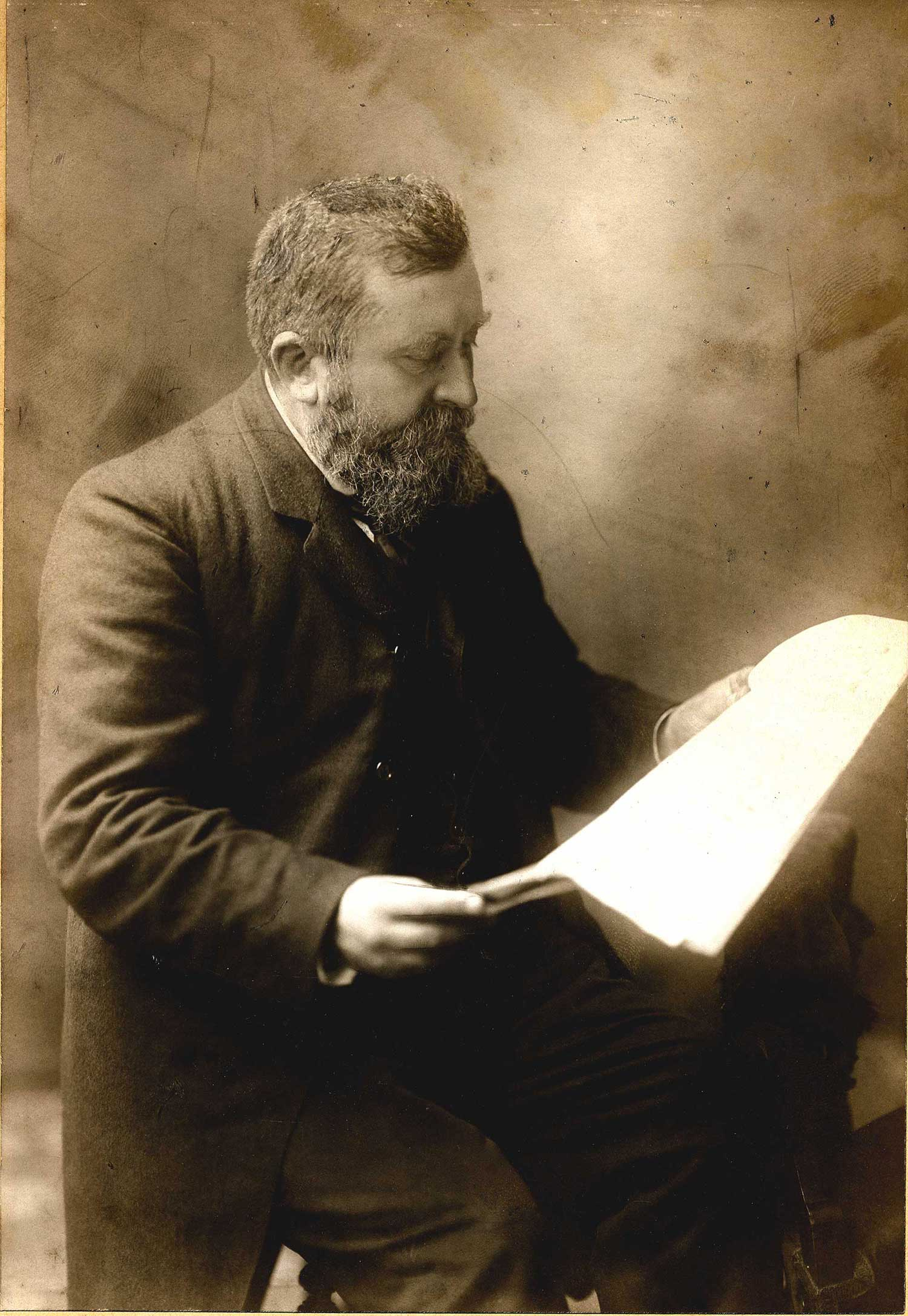
Jean Jaurès lisant L'Humanité (photographie de Henri Manuel, vers 1905).

En 1904, Jaurès fonde le quotidien L'Humanité, qu'il dirige jusqu'à sa mort. L’équipe qui lance le journal avec Jaurès n’est pas composée de journalistes, mais d’intellectuels qui ont vécu aux côtés du député socialiste trois combats victorieux : le droit ouvrier à la politique, bafoué à Carmaux par le marquis de Solages, et qui s’impose en 1892 ; la justice rendue au capitaine Dreyfus ; la liberté de conscience, objet d’un débat qui fait rage en 1904, et qui sera inscrite dans la loi de séparation des Églises et de l’État. De grandes « plumes » s’associent au projet : Anatole France, Octave Mirbeau, Jules Renard.
Jean Jaurès sous-titre son journal « quotidien socialiste » et l'utilise pour accélérer l'unité socialiste. Celle-ci est réalisée sous la pression de la Deuxième Internationale au congrès du Globe (avril 1905) avec la création de la Section française de l'Internationale ouvrière (SFIO), unifiant les différentes sensibilités socialistes de France.
Jean Jaurès partage la direction de la SFIO avec le marxiste Jules Guesde. La SFIO fait sien le concept de lutte des classes et s'affirme clairement internationaliste. Pour l'unité, Jaurès a accepté l'abandon du soutien au gouvernement. Mais, il a obtenu des guesdistes l'insertion de la SFIO dans la démocratie parlementaire. Dirigeant politique important, il engage le dialogue avec les syndicalistes révolutionnaires de la CGT. 

#### Des gouvernements Clemenceau à Briand (1906-1913)

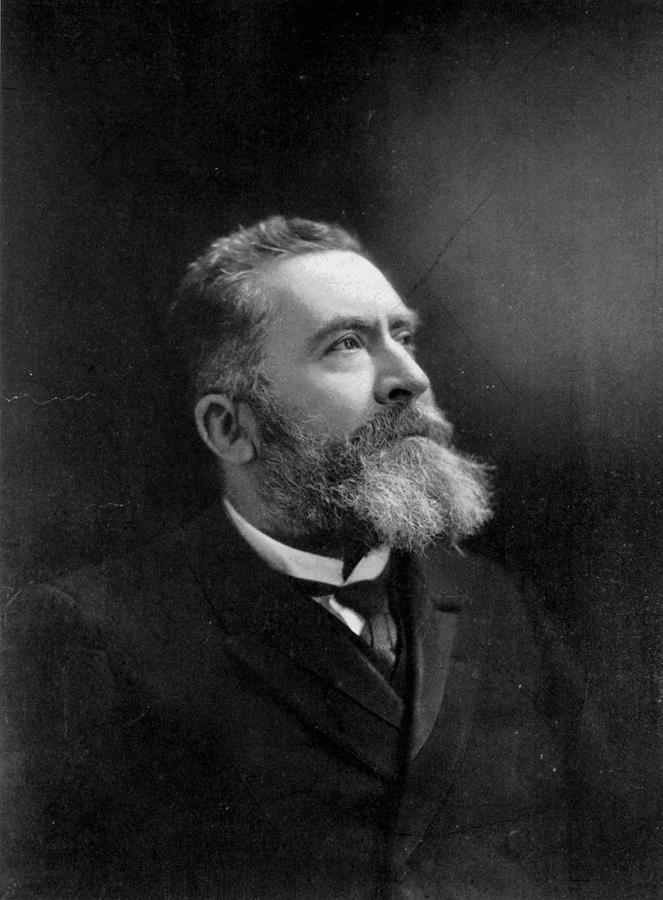
Jean Jaurès en 1911.

Aux législatives de 1906, il est réélu au premier tour par 6 386 voix contre 6 170 voix au marquis de Solages, puis de même en1910, il est réélu au premier tour par 6 453 voix contre 5 845 voix au marquis de Solages.
La majorité radicale permet à Georges Clemenceau d'accéder à la présidence du Conseil, qui s'octroie également les fonctions de ministre de l'intérieur. Si la SFIO refuse de participer aux gouvernements bourgeois, Jaurès et Guesde s'abstiennent lors de l'investiture du Gouvernement Clemenceau Cette relative bienveillance est confortée par l'octroi du repos dominical ou l’innocence définitive de Dreyfus. Jaurès s'oppose avec vigueur à la répression des grèves ouvrières par l'armée, mais se désolidarise des actions de sabotage.
Lors des événements de 1907, Jean Jaurès, sensible aux arguments de ses compatriotes du Midi, prend fait et cause pour les viticulteurs. Ses joutes oratoires avec Clemenceau, que Jaurès traitera de « chéquard » après le scandale de Panama, enflamment la Chambre. L'aura de Jaurès est telle auprès des « gueux du Midi » que Clemenceau concevra une crainte politique exacerbée, ce qui conduira aux fusillades de Narbonne, Clemenceau ne voulant pas que la situation lui échappe.

#### Pacifisme

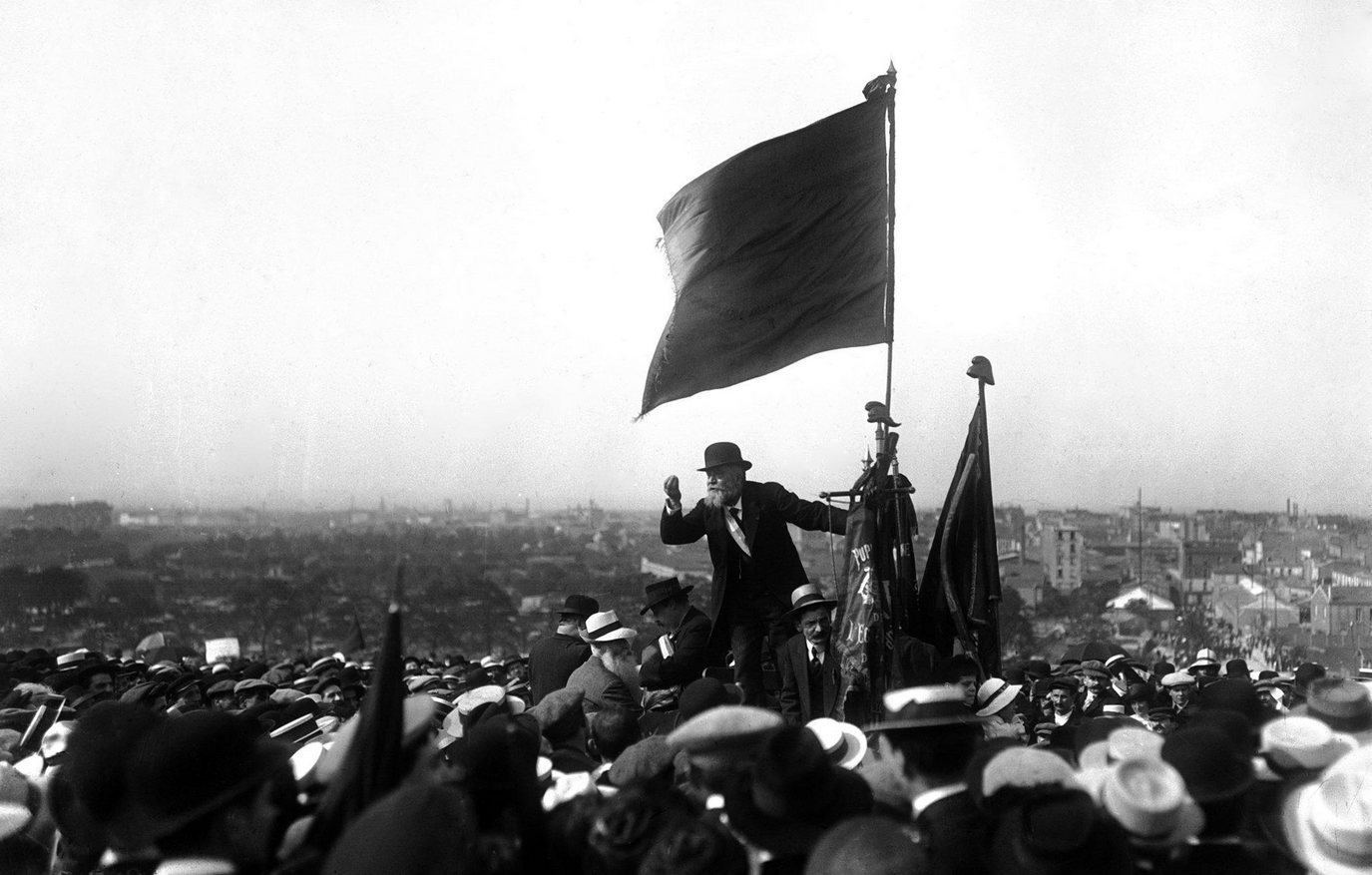
Discours de Jaurès au Pré-Saint-Gervais, lors de la manifestation contre la loi des Trois ans, 25 mai 1913 ; photographie de Maurice-Louis Branger.

Jean Jaurès lutte contre la venue de la guerre les dix dernières années de sa vie. Il est très préoccupé et inquiet face à l'impérialisme et aux rivalités entre les grandes puissances (surtout pendant les guerres balkaniques en 1912-1913). En 1910, il rédige une proposition de loi consacrée à l’armée nouvelle, dans laquelle il préconise une organisation de la Défense nationale fondée sur la préparation militaire de l’ensemble de la nation. Il s'inspire alors du livre de 1905 L'Armée nouvelle, ce qu'elle pense, ce qu'elle veut du capitaine Mordacq, qui deviendra un des principaux collaborateurs de Georges Clemenceau à la fin de la Grande Guerre. Jaurès est un cas singulier : pacifiste, mais passionné par la défense, par la stratégie militaire, et qui inspirera, au titre de la « nation armée », le Vietnamien Ho Chi Minh. Ainsi, dans le livre à l’origine de sa proposition de loi, il préconise la constitution d’une armée défensive, de milices, entraînée dans le monde civil, liée à la nation, le contraire de l'« armée de caserne ».
Jean Jaurès mène une vigoureuse campagne contre la loi des Trois ans, défendue ardemment par le député Émile Driant. La loi est votée en 1913, malgré le rassemblement du Pré-Saint-Gervais le 25 mai 1913, où Jaurès fait un discours devant 150 000 personnes.
Aux législatives du 26 avril 1914, il est réélu par 6 804 voix contre 4 862 voix à Falgueyrettes. Cette année semble relancer les espoirs de paix : la guerre dans les Balkans est finie, les élections en France sont un succès pour les socialistes. Mais l'attentat de Sarajevo le 28 juin 1914 et l'ultimatum autrichien à la Serbie du 23 juillet 1914 relancent les tensions entre les grandes puissances.
Jean Jaurès tente d'infléchir, dans un sens favorable à la paix, la politique gouvernementale. Il rappelle le mot d'ordre de grève générale décidé par l'Internationale ouvrière en cas de déclenchement de la guerre.

### 1914: assassinat

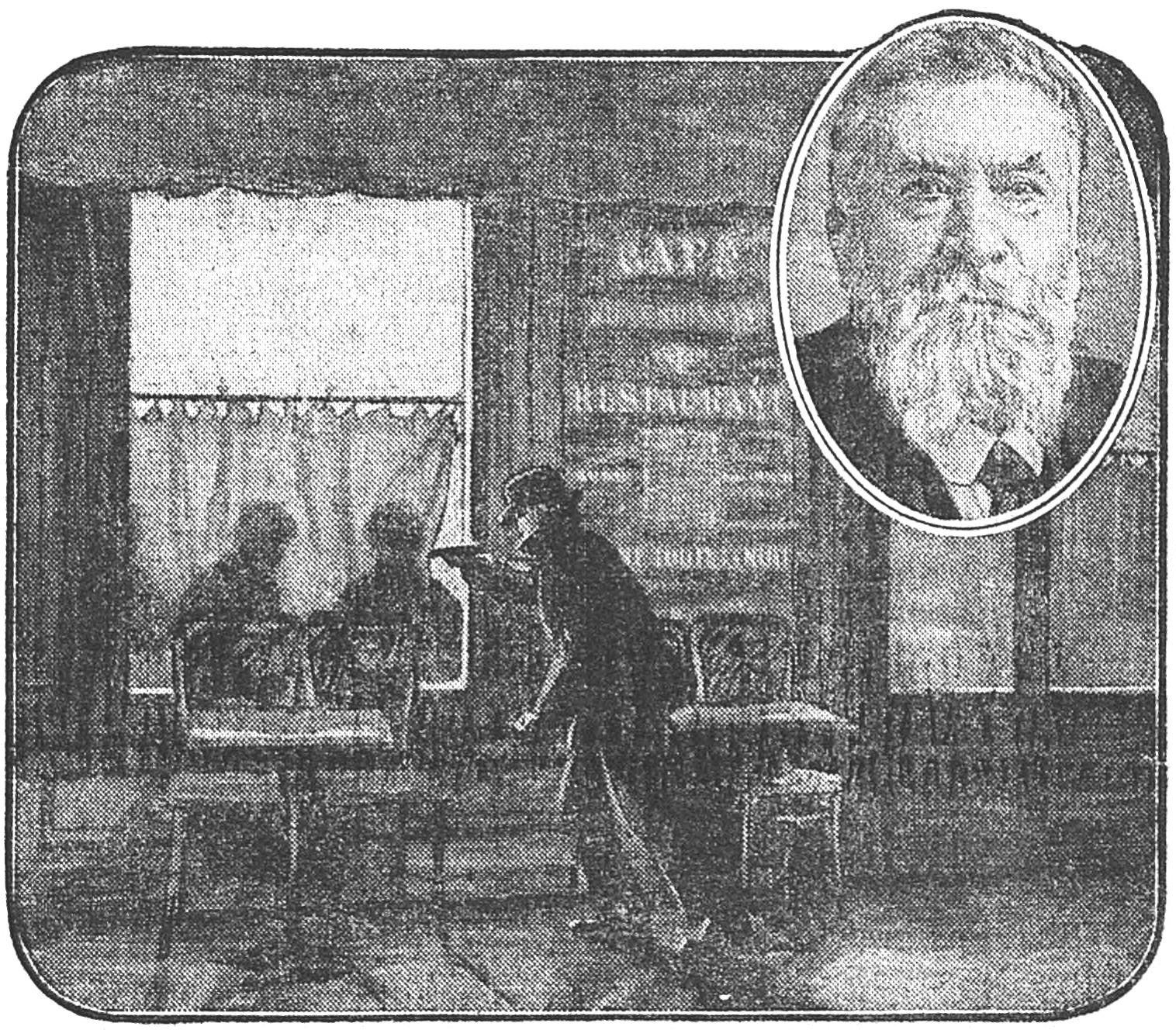
Reconstitution de l'assassinat de Jaurès (Le Matin).

Le pacifisme de Jaurès le fait haïr des nationalistes. Pendant la journée du vendredi 31 juillet 1914, il tente, d'abord à la Chambre des députés, puis au ministère des Affaires étrangères, d'empêcher le déclenchement des hostilités de la Première Guerre mondiale. En fin d'après-midi, il se rend à son journal, L'Humanité, pour rédiger un article qu'il conçoit comme un nouveau « J'accuse…! ». Avant la nuit de travail qui s'annonce, il descend avec ses collaborateurs pour dîner au Café du Croissant, situé au no 146 de la rue Montmartre, à l'angle de la rue du Croissant. Vers 21 h 40, un étudiant nationaliste, Raoul Villain, tire deux coups de feu par la fenêtre ouverte du café et abat Jaurès à bout portant. Amédée Dunois, ancien militant anarcho-syndicaliste, journaliste, avocat et ami du parlementaire socialiste, qui est présent à ses côtés ce soir-ci, cherche alors, en urgence, un médecin pour permettre d'apporter rapidement les premiers soins à Jean Jaurès. Paulo do Rio Branco da Silva Paranhos, alors ami de Dunois, arrive quelques minutes après l'événement à la demande de celui-ci. Ne pouvant prodiguer les premiers soins à Jean Jaurès après un constat alarmant sur l'hématome intracérébral formé, le médecin et fils de l'ex-ministre des Affaires étrangères du Brésil annonce, après plusieurs tentatives de prise de pouls, la mort officielle du député socialiste. Le corps est provisoirement ramené à son domicile dans la maison à briques rouges de la villa de la Tour, sise au 17, rue Eugène-Delacroix (16e arrondissement de Paris).
Cet assassinat facilite de facto le ralliement de nombreux socialistes, qui hésitaient, à l'« Union sacrée ». La grève générale n'est pas déclarée.
L'assassin, Raoul Villain, prend la fuite après avoir tiré sur Jaurès. Un témoin qui se trouvait au Café du Croissant le poursuit, puis le maîtrise. Les autorités prirent le relais une fois arrivées sur la scène,. Jugé par la Cour d’assises de la Seine du 24 mars au 29 mars 1919 dans un contexte de poussée nationaliste, le meurtrier est acquitté par 11 voix sur 12, alors que la veuve de Jean Jaurès est condamnée aux dépens.

## Idéologie

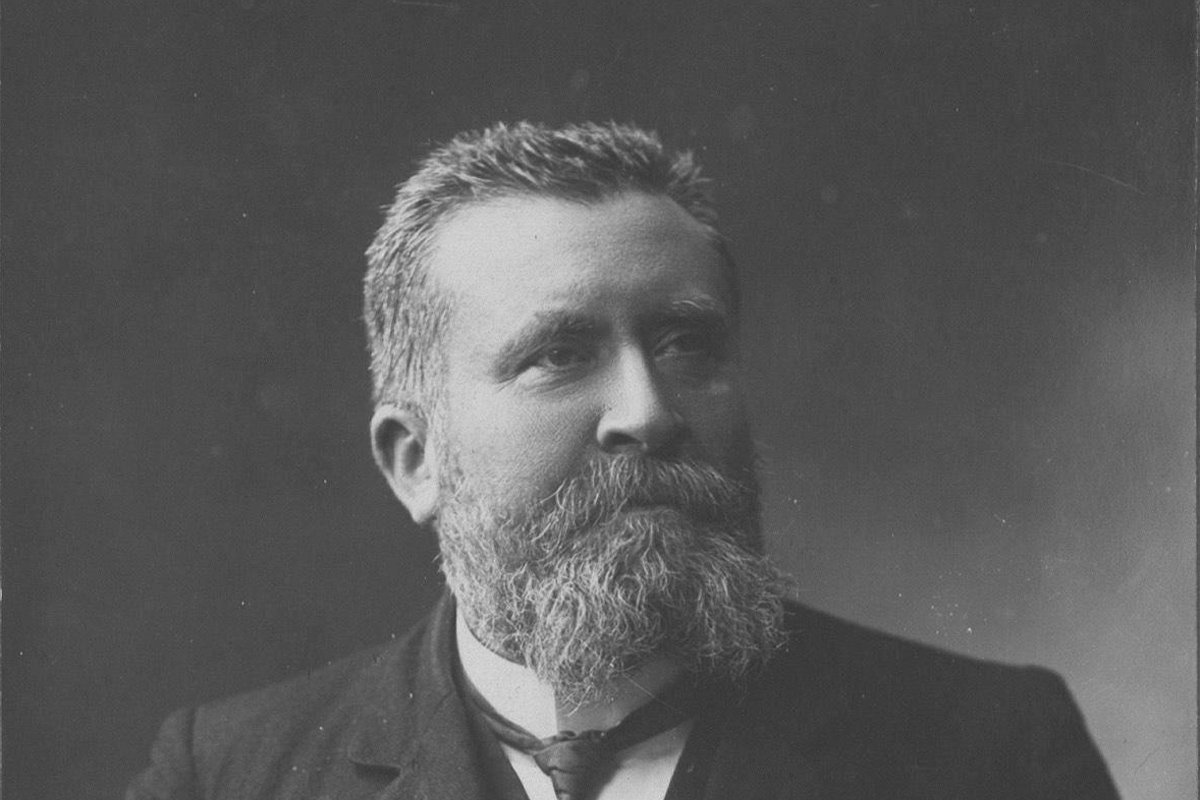
Jean Jaurès en 1890, photographié par Henri Manuel.

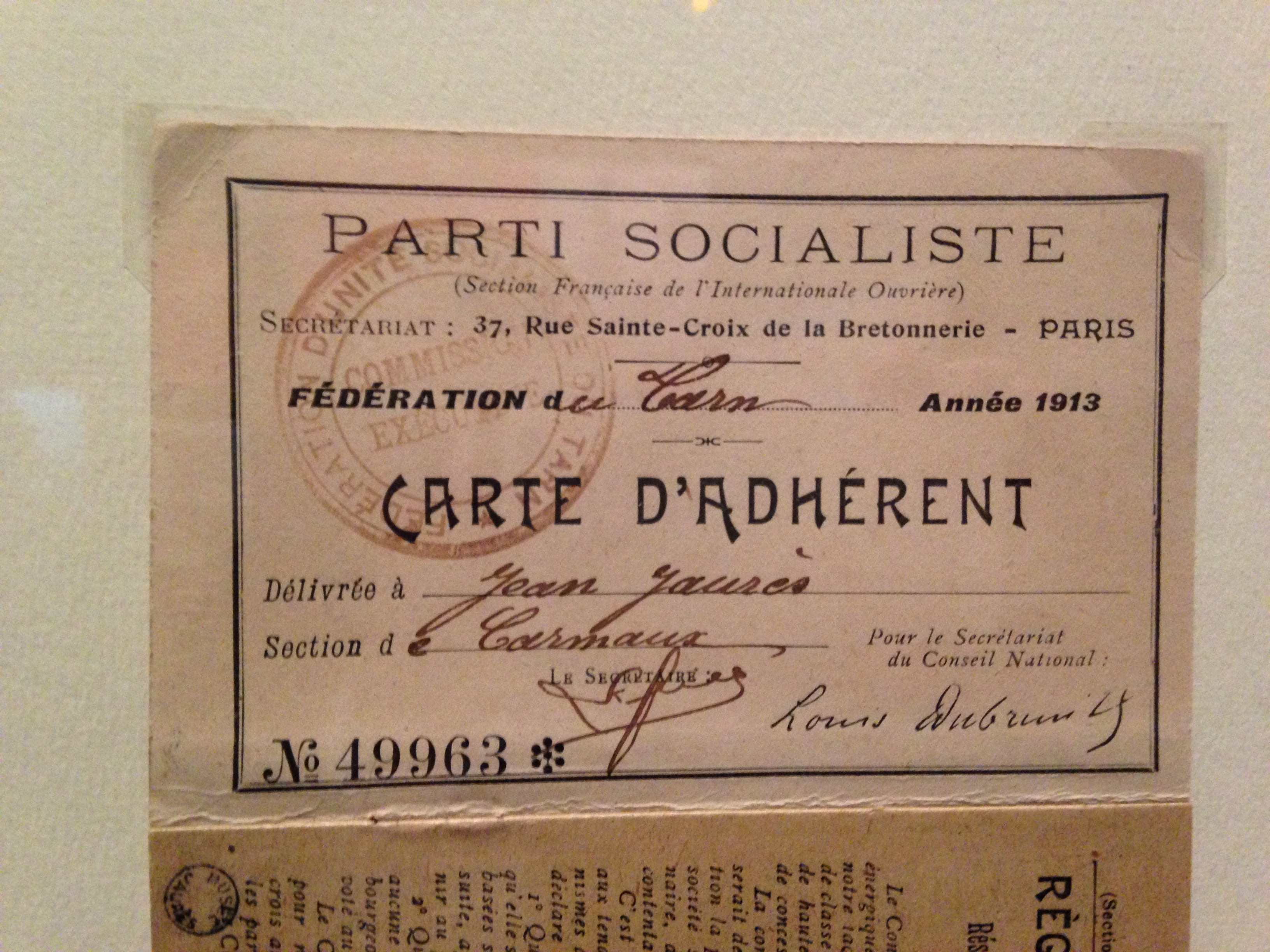
Carte d'adhérent SFIO de Jean Jaurès pour l'année 1913.

Le socialisme de Jean Jaurès mêle le marxisme aux traditions révolutionnaires et républicaines françaises. Le socialisme de Jaurès est souvent qualifié d'« humaniste », avec ses références constantes à la Déclaration des droits de l'homme et du citoyen et à la Révolution française, dont il fut l'historien.
Jean-Pierre Rioux va plus loin et le déclare « religieux à jamais », indiquant : « face aux camarades et aux francs-maçons bouffeurs de curés, il dira toujours à la tribune de la Chambre sa foi en un Dieu de beauté et d'harmonie ». […] Jaurès ne serait pas loin de croire que le socialisme va poursuivre l’œuvre divine. En 1910, il déclare devant les députés : « Je ne suis pas de ceux que le mot Dieu effraie. J’ai écrit, il y a vingt ans, sur la nature et Dieu et sur leurs rapports, et sur le sens religieux du monde et de la vie, un livre dont je ne désavoue pas une ligne, qui est resté la substance de ma pensée ».
Jean Jaurès retient du marxisme l'idée du danger de la concentration capitaliste, la théorie de la valeur et la nécessité de l'unité du prolétariat. Jaurès est favorable à des lois de protection sociale. Il souhaite aussi une collectivisation volontaire et partielle. Il veut la démocratisation de la propriété privée, et non sa destruction, et il est attentif aux mouvements coopératifs comme la Verrerie ouvrière d'Albi. Il se revendique communiste.
Socialiste, Jaurès dénonce le contraste entre la misère du prolétariat industriel et l’insensibilité sociale de la bourgeoisie. Pendant une longue période du XIXe siècle, la défense égoïste de ses privilèges a poussé la bourgeoisie à vouloir imposer le silence au prolétariat en lui interdisant le droit de grève et le droit syndical, qui ne sera reconnu qu'en 1884. Dans son livre intitulé Jean Jaurès, un combat pour L'Humanité, Pascal Melka montre en quels termes Jaurès dénonce cette situation dans sa plaidoirie au procès qui a opposé en 1894 le journaliste Gérault-Richard au président de la République Jean Casimir-Perier :

« Et vous vous étonnez de la véhémence de nos paroles, de la force de nos accusations ! Mais songez donc que nous parlons au nom d’un siècle de silence ! Songez donc qu’il y a cent ans il y avait dans ces ateliers et dans ces mines des hommes qui souffraient, qui mouraient sans avoir le droit d’ouvrir la bouche et de laisser passer, en guise de protestation, même leur souffle de misère : ils se taisaient. Puis un commencement de liberté républicaine est venu. Alors nous parlons pour eux, et tous leurs gémissements étouffés, et toutes les révoltes muettes qui ont crié tout bas dans leur poitrine comprimée vibrent en nous, et éclatent par nous en un cri de colère qui a trop attendu et que vous ne comprimerez pas toujours. »

Jean Jaurès conçoit le passage au socialisme dans le cadre de la République parlementaire. Attaché aux traditions républicaines françaises, il n'est cependant pas centralisateur, comme le montrent ses idées sur l'enseignement des langues régionales.
L'historien Michel Winock écrit : « Ce qui est remarquable, c'est qu'il rend hommage à tous les camps. Ce n'est pas un sectaire. Par exemple, à propos des droits de l’homme et du citoyen, les marxistes disent que ce sont des droits formels, un masque qui rejette dans l'ombre les vraies motivations, c'est-à-dire la défense des intérêts de la bourgeoisie. Ce n'est pas du tout l'avis de Jaurès ». Lors de l'affaire Dreyfus, alors que le socialiste et marxiste Jules Guesde juge que le prolétariat n'a pas à défendre un bourgeois, Jean Jaurès s'engage en sa faveur, écrivant : « Nous ne sommes pas tenus, pour rester dans le socialisme, de nous enfermer hors de l'humanité ».
Bien que la droite conservatrice ait tenté de l'y mêler au moment de l'affaire des fiches, Jean Jaurès n'est pas initié et prend peu position sur la franc-maçonnerie. Il ne lui montre pas d'hostilité, comme le montre l'engagement de Marcel Sembat à l'Humanité alors qu'il vient d'être élu au Conseil de l'ordre du Grand Orient. Alors que les partisans de Jules Guesde essaient d'exclure les franc-maçons de la SFIO, les partisans de Jaurès (dont des maçons notoires comme Auguste Delpech et Arthur Groussier) mettent cette résolution en échec au Congrès de la SFIO en 1906. La sensilibilité sociale lui en sait gré quand quelques mois plus tard Marcel Sembat et Adrien Meslier organisent une soirée de soutien financier à l'Humanité.

### Hostilité à la peine de mort
En France, avec l'élection d'Armand Fallières en tant que président de la République française en 1906, les condamnations à la peine de mort connaissent une inflexion. Abolitionniste convaincu, Armand Fallières avait mis en place un système de grâce automatique dès 1906. Dans ce contexte, Aristide Briand, ministre de la Justice du gouvernement Clemenceau, dépose en 1908 à la Chambre des députés un projet de réforme du système judiciaire incluant l'abolition de la peine de mort. Le 18 novembre 1908, Jean Jaurès se présente devant la Chambre pour y tenir un discours pour l'abolition de la peine de mort, qu'il qualifie d'« inutile et odieuse »,. Il y développe un argumentaire en trois temps : s'interrogeant sur la compatibilité de la peine de mort avec la foi chrétienne, avec l'esprit de la révolution des républicains et l'argument principal sur le rôle de l'État et ses « responsabilités sociales dans le crime ». Le projet de loi est finalement rejeté, et l'abolition de la peine de mort en France ne sera actée qu'en 1981.

## Hommages, postérité

### Hommages

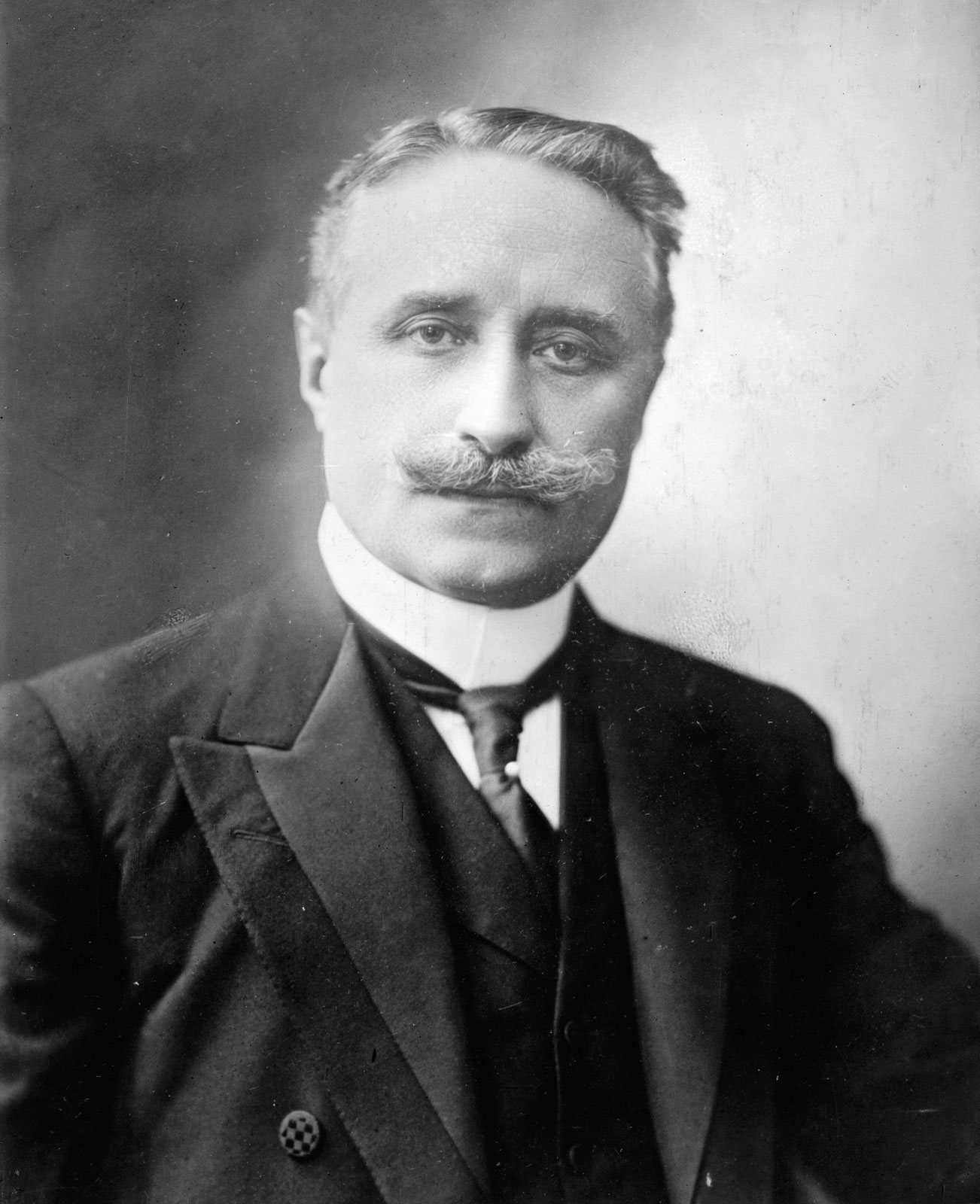
Paul Deschanel prononce le 4 août 1914 un éloge funèbre de Jaurès qui est salué par l’ensemble de la Chambre des députés.

Le 4 août 1914, tout comme le président du Conseil René Viviani, le président de la Chambre des députés, Paul Deschanel, prononce son éloge funèbre, qui reçoit un accueil enthousiaste sur tous les bancs de l’hémicycle et marque les débuts de l’Union sacrée :

« […] Y a-t-il encore des adversaires ? Non, il n'y a plus que des Français. […] Du cercueil de l'homme qui a péri martyr, de ses idées sort une pensée d'union ! De ses lèvres glacées sort un cri d'espérance. Maintenir cette union, réaliser cette espérance, pour la patrie, pour la justice, pour la conscience humaine, n'est-ce pas le plus digne hommage que nous puissions lui rendre ? »

En 1917, Léon Trotski écrit un éloge de Jean Jaurès qu'il conclut par ces mots : « Jaurès, athlète de l'idée, tomba sur l'arène en combattant le plus terrible fléau de l'humanité et du genre humain : la guerre. Et il restera dans la mémoire de la postérité comme le précurseur, le prototype de l'homme supérieur qui doit naître des souffrances et des chutes, des espoirs et de la lutte ».
Dans les jours suivant l'assassinat comme pour nommer la place Jean-Jaurès de Saint-Denis dans l'actuelle Seine-Saint-Denis, ou à l'issue de la Première Guerre mondiale, de nombreuses communes françaises baptisent des rues et des places en son nom.
Sa ville natale de Castres renomme en 1920 la principale place de la ville, la place Nationale, place Jean-Jaurès. Le collège où il a étudié porte également son nom.
La ville autrichienne de Vienne crée en 1925 et 1926 un ensemble d'habitations nommé "Jean Jaurès Hof".
Après la victoire du Cartel des gauches alliant la SFIO et le parti radical sur la base d’un programme pacifiste, anticlérical et social contre la politique du Bloc national, Édouard Herriot propose l'entrée au Panthéon de la dépouille de Jean Jaurès (qui reposait cimetière des Planques d'Albi)comme symbole fédérateur de sa politique,. Malgré l’opposition d’une partie de la droite et des communistes, la proposition est définitivement adoptée par le Parlement dix ans après l'assassinat de Jaurès le 31 juillet 1924, le transfert étant effectué le 23 novembre 1924. Le 23 novembre 1924 est l'occasion d'une cérémonie grandiose à laquelle participent les mouvements politiques de gauche, excepté le Parti communiste français exclu de la cérémonie officielle et qui organise sa propre manifestation et proteste contre la « récupération » de Jaurès,. Après la signature le 28 juillet 1934 d'un pacte d'union entre Socialistes et Communistes, préfigurant le Front populaire, les partis de gauche organisent quelques jours plus tard une manifestation rassemblant 50 000 personnes devant le Panthéon, vingt ans après la disparition de Jaurès.

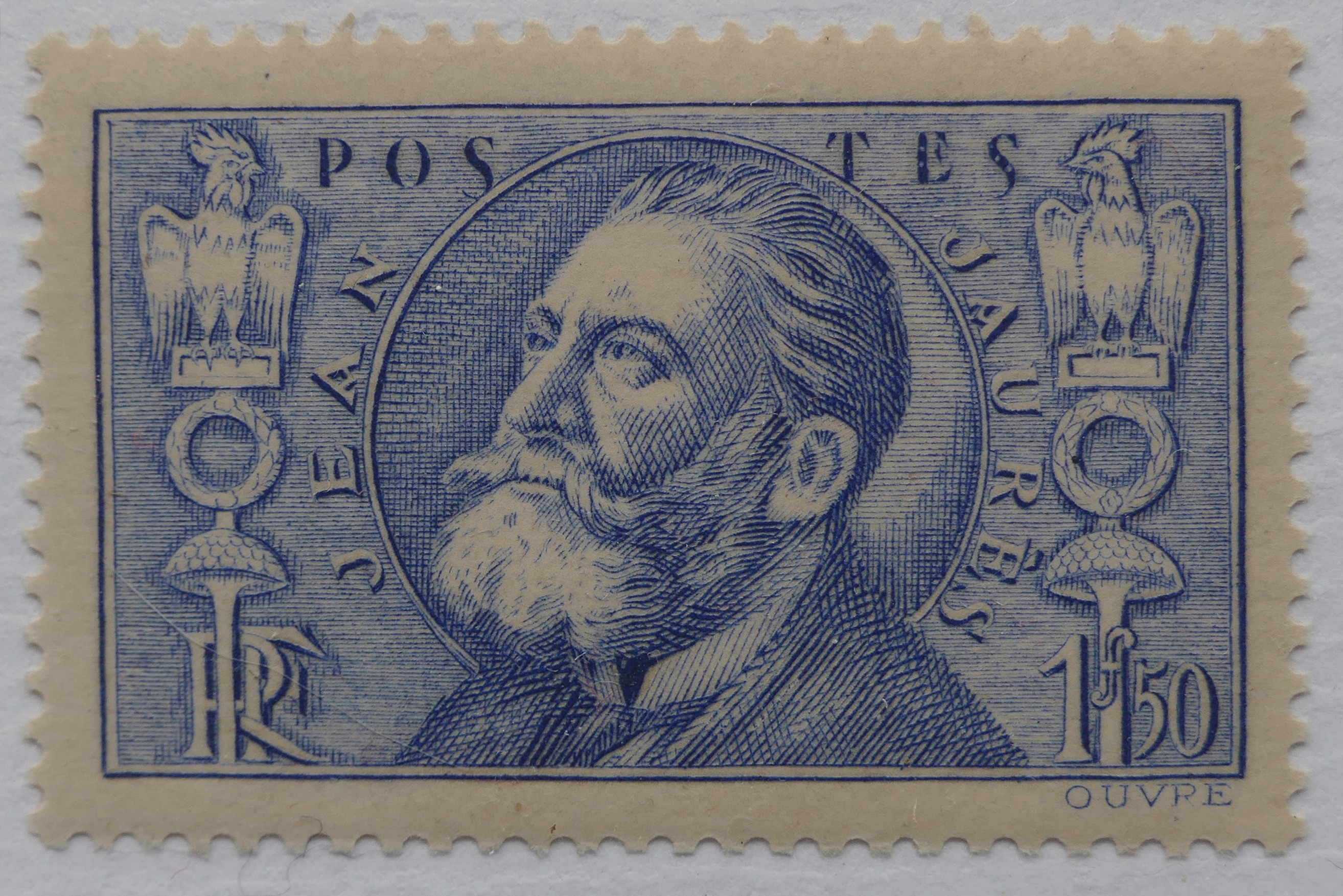
Timbre émis en France par Achille Ouvré.

Avec le retour des nationalismes dans les années 1930, la figure redevient contestée : Montreuil s'apprête en 1934 à renommer Albert-1er sa place Jean-Jaurès sous la pression d'associations d'anciens combattants, avant que la gauche ne se mobilise pour entraver cette proposition.
Le Front populaire fait émettre deux timbres par les PTT en 1936, L'un gravé par Jules Piel (40 c.), le second par Achille Ouvré (1,50 fr.),.
À Marseille, la place Jean-Jaurès, est renommée place Saint-Michel sous le régime de Vichy, avant de reprendre son nom à la fin de la Seconde Guerre mondiale. Si comme à Saint-Étienne la place Jean-Jaurès redevient place Marengo ou si des statues sont parfois dégradées, Vichy tente plutôt de ménager Jaurès, comme à Cholet,, dont la propagande essaie de récupérer le pacifisme pour justifier la Collaboration. Il est donc peu mobilisé par la Résistance (un seul maquis s'en réclame), hormis le groupe trotskiste Lutte ouvrière.

Université Toulouse-Jean-Jaurès.

Si le PCF préfère d'abord se référer à Jules Guesde après la Libération, bien que L'Humanité soit son quotidien officiel, la figure de Jaurès connaît un regain dans les années 1960 sous l'impulsion de la Société d'études jaurésiennes, fondée en 1959, ou encore de la visite du général de Gaulle à Castres le 25 février 1960 . La réédition de son Histoire socialiste, une biographie de l'historien américain Harvey Goldberg sont des éléments d'une forte actualité éditoriale autour de Jaurès qui s'accompagne de nombreuses inaugurations de voies et d'édifices, notamment scolaires, à son nom,,. L'université de Toulouse intègre depuis 2014 Jaurès à son appellation,. De nombreuses statues de Jean Jaurès ont été érigées dans les villes de Castres, Carmaux, Suresnes, etc.
À l'étranger, une rue de Buenos Aires porte également son nom, ainsi qu'à Tunis (hommage de Bourguiba à Jaurès).
Des stations de transport public portent son nom. Ainsi, le métro de Paris compte deux stations évoquant Jaurès : la station Jaurès en référence à l'avenue Jean-Jaurès (anciennement rue d'Allemagne), mais également Boulogne - Jean-Jaurès, en référence au boulevard Jean-Jaurès de Boulogne-Billancourt.
Le nom de Jaurès est également porté par des stations des métros de Lyon, de Toulouse et de Lille, ainsi que par des stations des tramways de Strasbourg, de Dijon et de Rouen (dans la ville du Petit-Quevilly).
Si François Mitterrand lui préfère la figure de Léon Blum au moment de la fondation du Parti socialiste, le succès de la chanson de Jacques Brel Jaurès en 1977 puis un film d'Ange Casta en 1980 revivifient sa mémoire. Après avoir été une forte référence de son Parti de gauche, Jean-Luc Mélenchon s'en distancie lors de son virage insoumis depuis 2017.
Le 21 mai 1981, François Mitterrand, nouvellement élu président de la République, se rend au Panthéon et s'incline devant la tombe de Jean Jaurès, puis devant celles de Victor Schœlcher et de Jean Moulin. Cette mise en lumière est prolongée par la biographie à succès de Max Gallo parue en 1984, le Grand Jaurès. François Mitterrand inaugure officiellement le Centre national et musée Jean-Jaurès à Castres le 16 novembre 1988. Le Parti socialiste donne son nom à sa fondation politique, lancée en 1992, référence partagée avec le PCF qui renoue avec sa figure dans les années 2000.

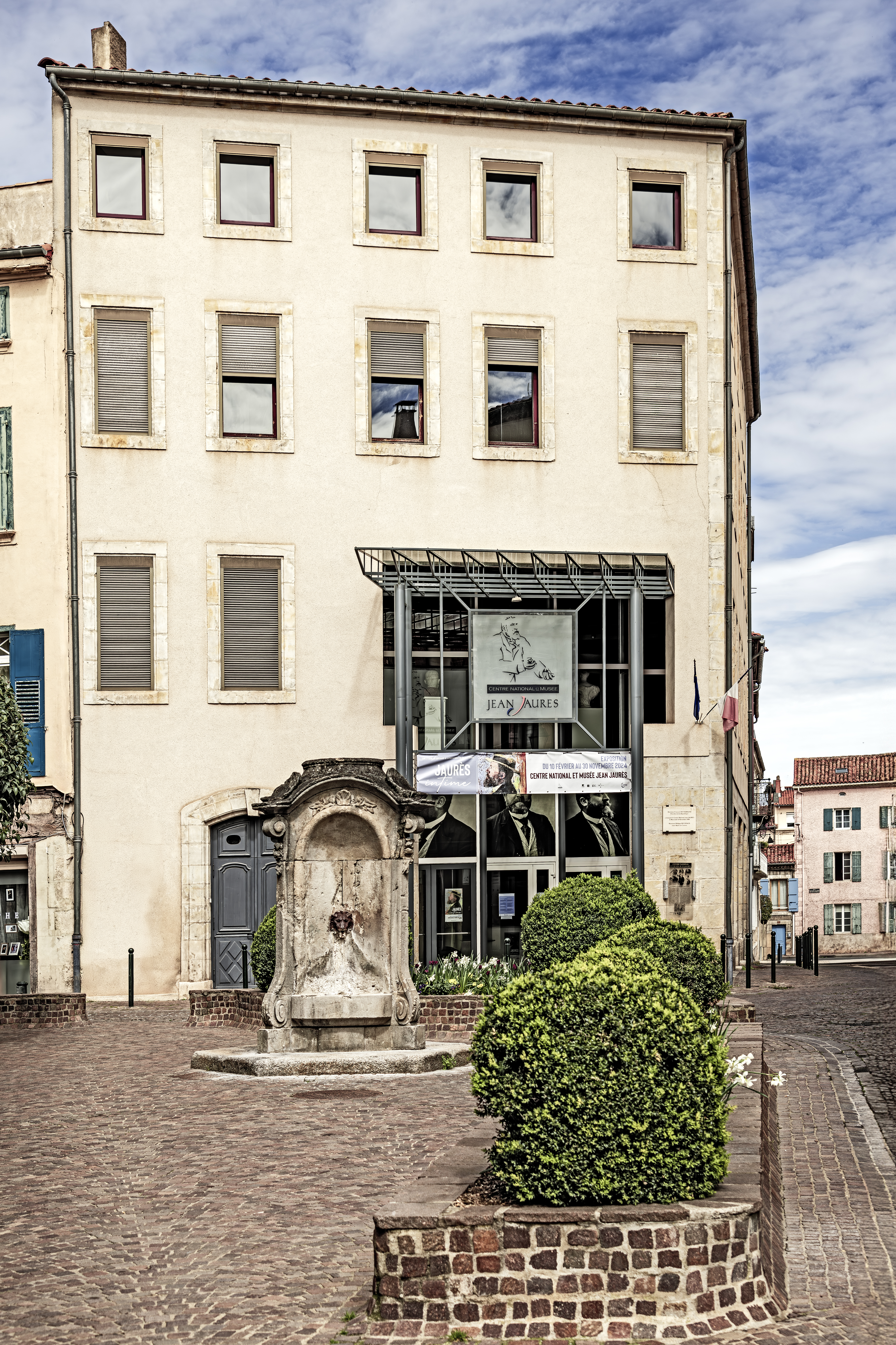
Centre national et musée Jean-Jaurès.
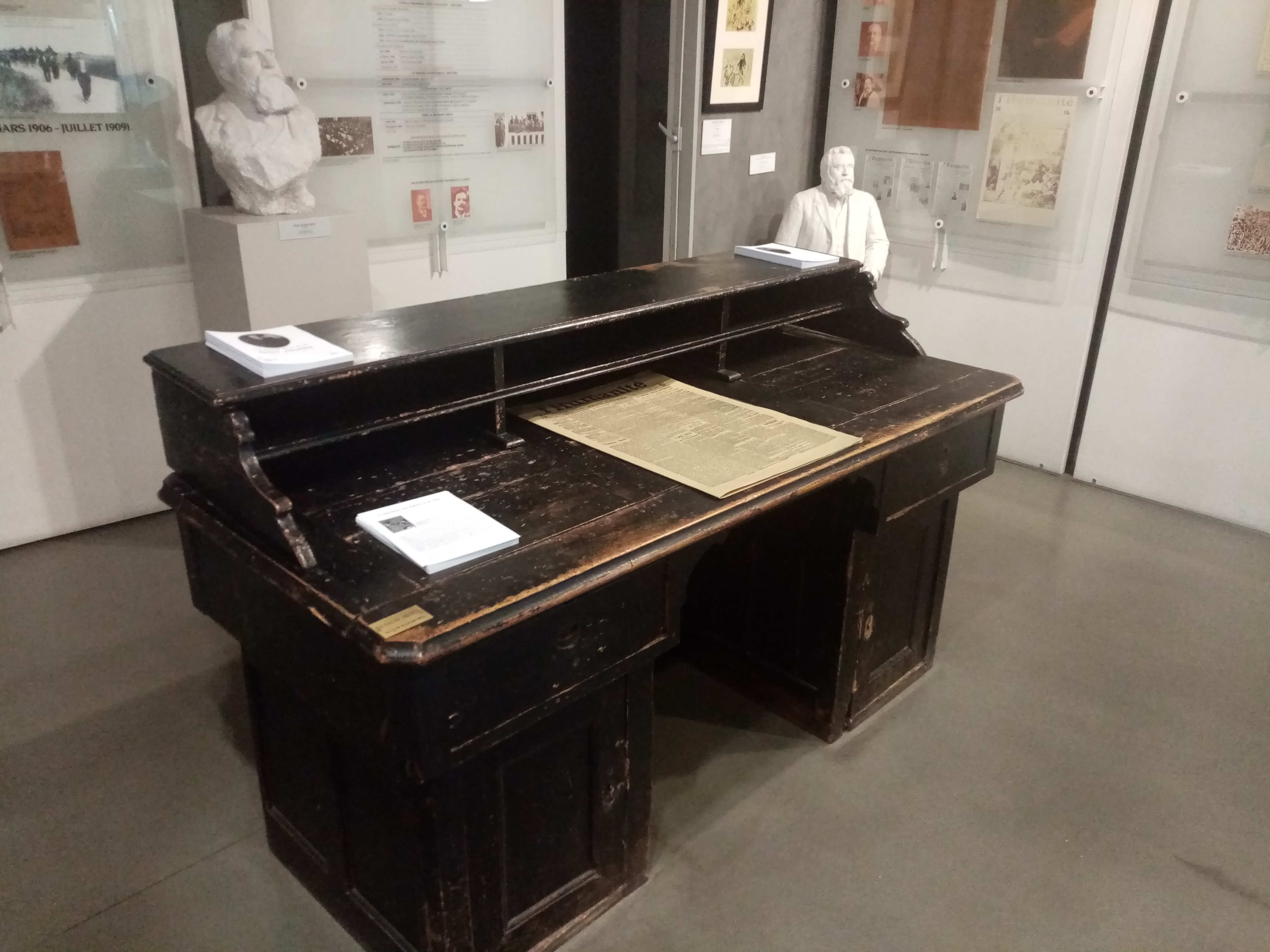
Bureau de Jean Jaurès avec la une du quotidien L'Humanité.
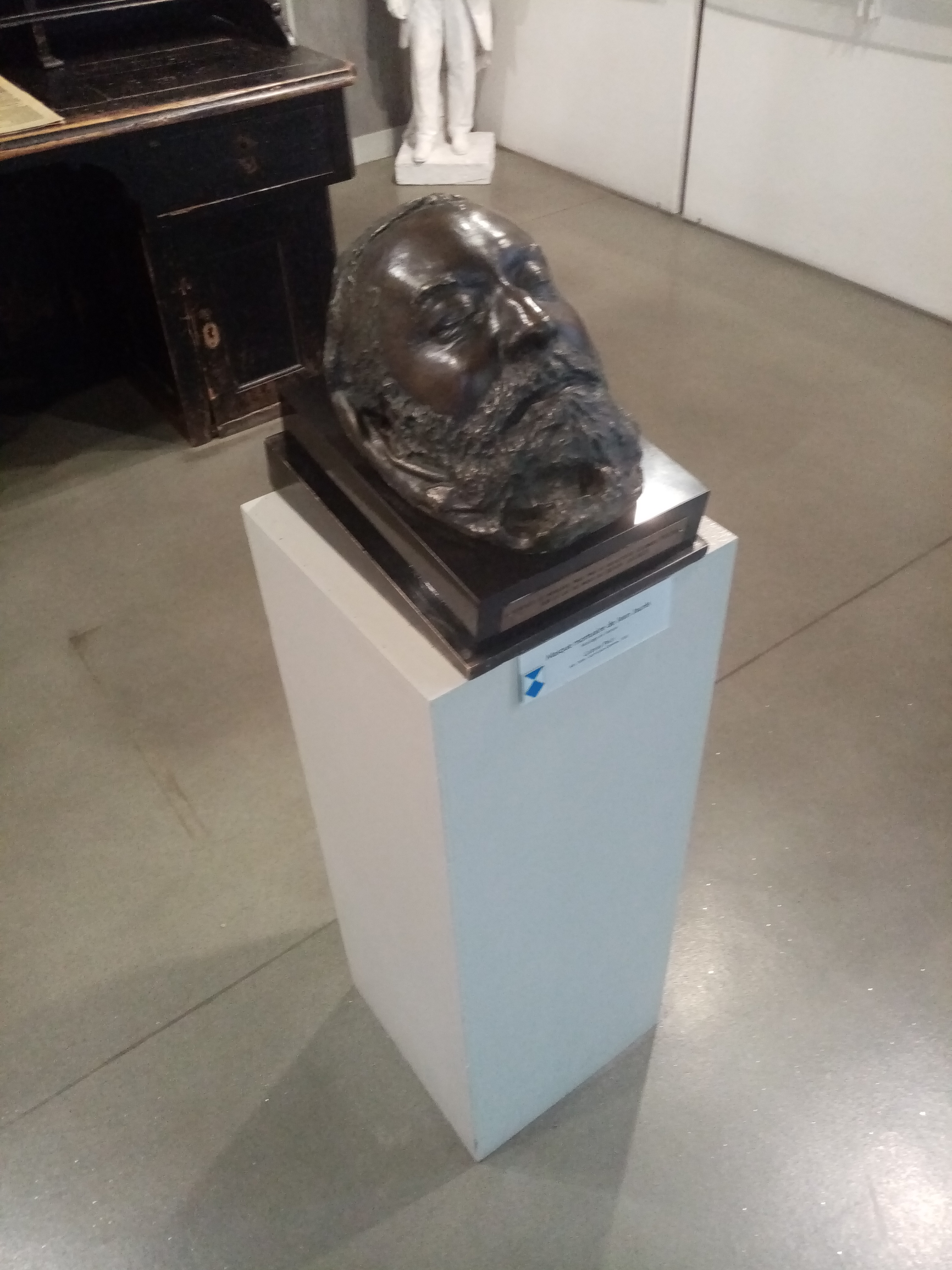
Masque mortuaire de Jean Jaurès.
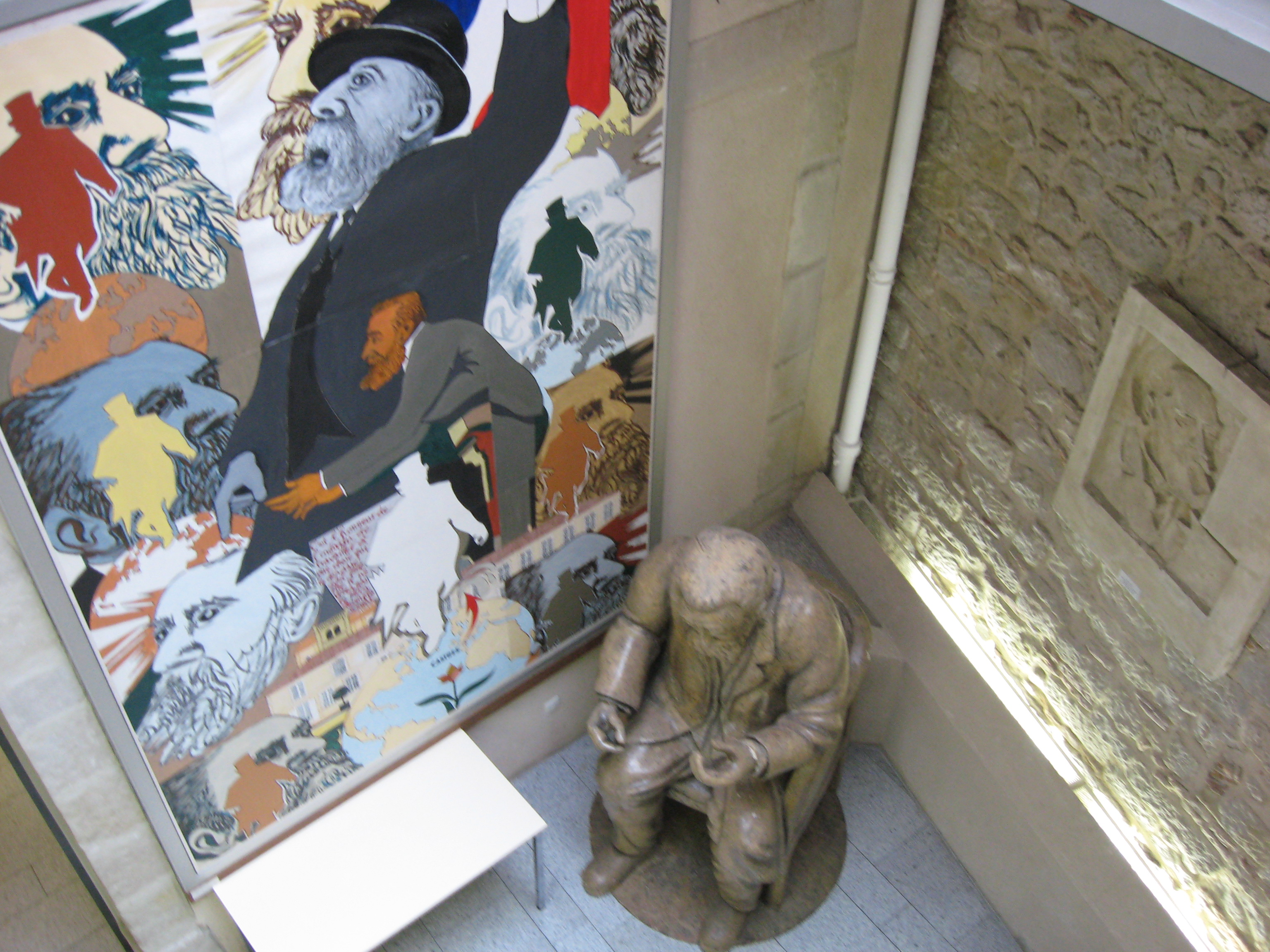
Œuvres artistiques honorant Jaurès.
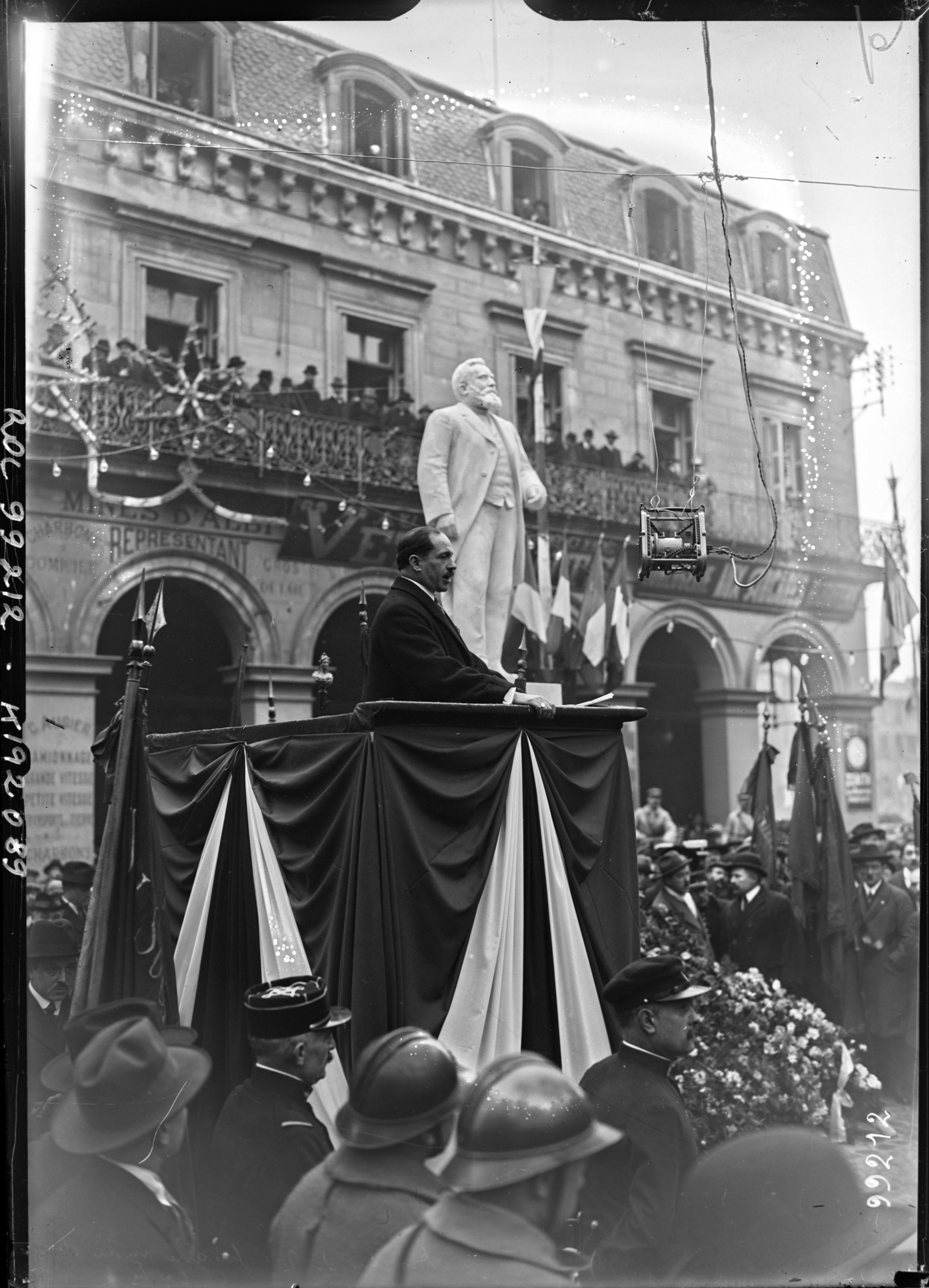
Inauguration de la statue de Jaurès place Jean-Jaurès à Castres en 1925.
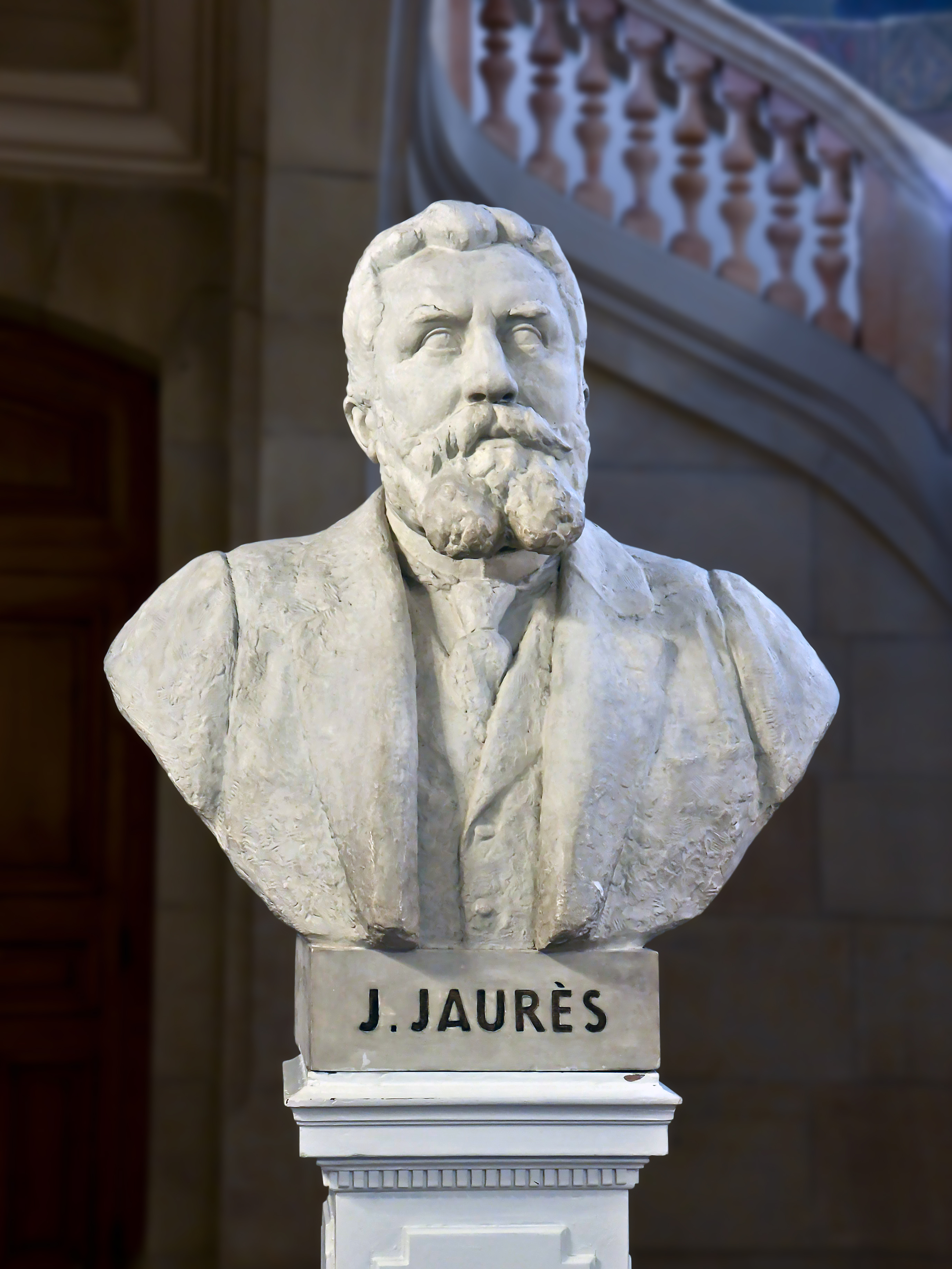
Buste de Jaurès au Capitole de Toulouse (par Paul Ducuing).
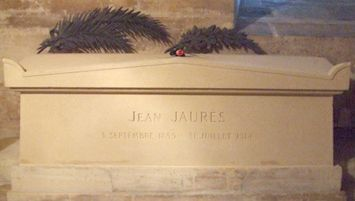
Tombe de Jean Jaurès au Panthéon.

De manière inattendue, le candidat de la droite à l'élection présidentielle de 2007 Nicolas Sarkozy mobilise à 27 reprises Jaurès dans un discours prononcé à Toulouse pour évoquer le travail, ce qui conduira en retour le candidat du PS François Hollande à conclure à Carmaux sa campagne de 2012, avant qu'Emmanuel Macron ne conclue celle de 2017 à Albi, en se référant au Discours à la jeunesse de 1903, et y visite sa verrerie.
Dans la lignée de l’Action française, qui manifeste contre son entrée au Panthéon en 1924, l'extrême-droite catholique y reste réfractaire comme l'atteste l'ouvrage de Bernard Antony par en 2012 qui critique « l’anticléricalisme de Jaurès » et veut éviter sa « sacralisation ».
En 2020, sa lettre « Aux instituteurs et institutrices » est lue dans les établissements scolaires au moment d'une minute de silence en hommage à l'enseignant assassiné Samuel Paty.
Des papiers personnels de Jean Jaurès sont conservés sur le site de Pierrefitte-sur-Seine des Archives nationales de France, sous la cote 437AP.

### Hommages artistiques
La chanson de Jacques Brel Jaurès, parue en 1977 et reprise par la suite par Manu Dibango puis par Francesca Solleville, Zebda et Erik Marchand, rappelle à quel point l'homme politique était devenu une figure mythique des classes populaires.
Les joutes verbales entre Jaurès et Clemenceau durant la révolte des vignerons de 1907 sont restées célèbres et sont reprises en 1961 dans le film d'Henri Verneuil Le Président, avec Jean Gabin.
L'artiste Jihel a rendu de nombreux hommages à Jean Jaurès au travers de dessins qui se trouvent pour la plupart au Centre national et musée Jean Jaurès à Castres. Il s'y réfère entre autres dans sa série Ciment de l'histoire. Le poète Serge Pey a évoqué l'homme politique et le philosophe dans son livre Le trésor de la guerre d'Espagne et lui a également consacré une œuvre permanente dans les nouveaux locaux du conseil régional de Midi-Pyrénées, sous le titre : le Courage de la pensée.
En 2012, l'homme politique est l'effigie d'une pièce de 10 euros en argent éditée par la Monnaie de Paris, pour la collection « Les Euros des Régions », afin de représenter Midi-Pyrénées, sa région natale.
En 2013 (Festival d'Avignon) est créé le spectacle de Pierrette Dupoyet Jaurès, assassiné deux fois. En 2014 est créé le spectacle « Rallumer tous les soleils : Jaurès ou la nécessité du combat » (de Jérôme Pellissier, mise en scène Milena Vlach).
Au palais Bourbon, son buste est installé dans la Salle des Quatre-Colonnes, à gauche de l'ouverture donnant sur le couloir menant à la salle des séances. En vis-à-vis, à la droite de la porte était installé un buste de son adversaire parlementaire Albert de Mun, jusqu'au déplacement de ce dernier au salon Pujol. En octobre 2018, une plaque est posée sur un des sièges qu'il a occupé dans l'hémicycle.

## Œuvres

### Œuvres principales

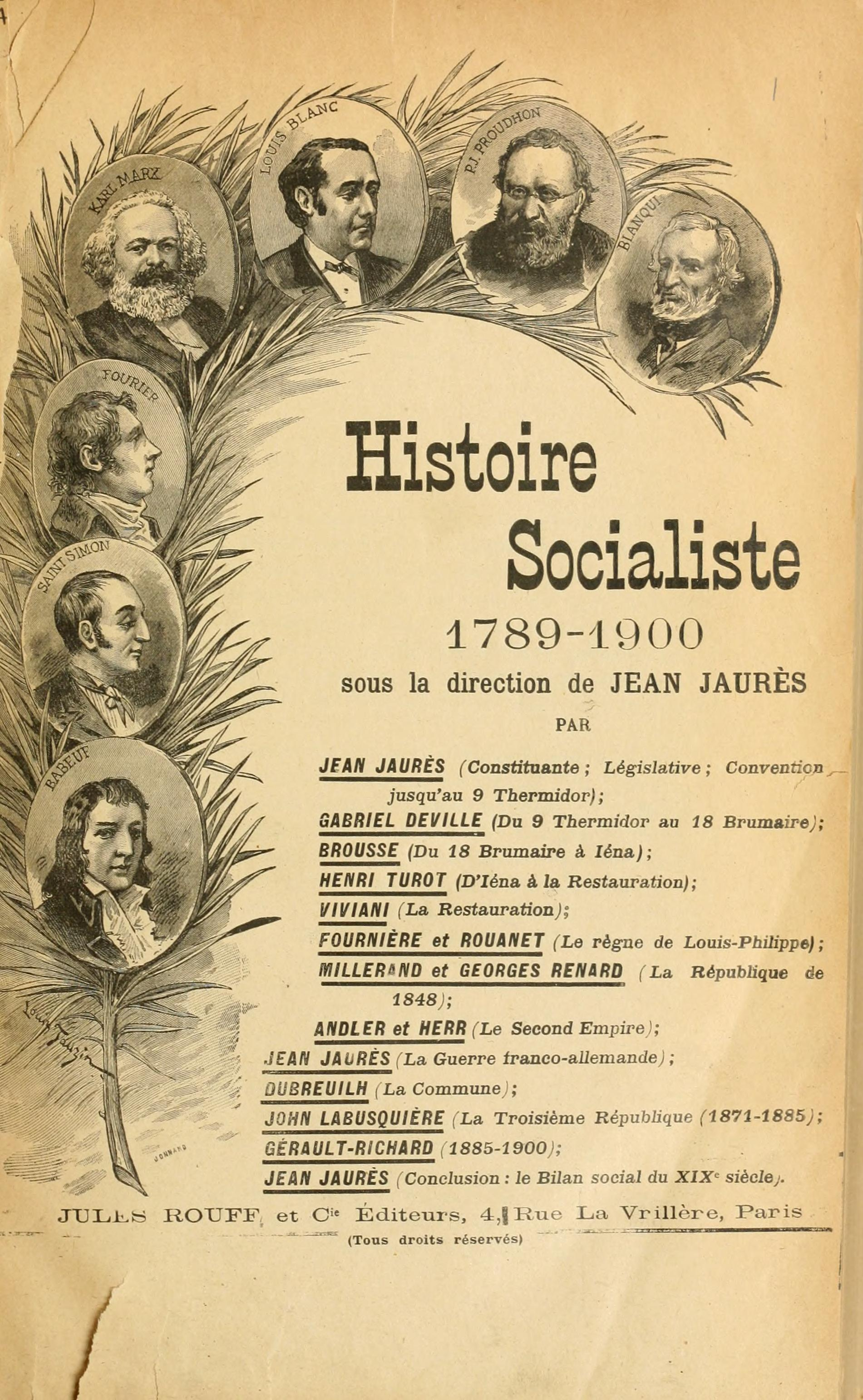
Histoire socialiste est l’œuvre principale de Jaurès.

Jaurès coordonne les 13 volumes d'Histoire socialiste de la France contemporaine parus entre 1901 et 1908.
Il écrit personnellement les quatre premiers volumes consacrés à la Révolution française, celui consacré à la guerre de 1870-1871 et sa conclusion.
- Tome I : La Constituante (1789-1791) ;
- Tome II : La Législative (1791-1792) ;
- Tome III : La Convention I (1792) ;
- Tome IV : La Convention II (1793-1794 - 9 thermidor) ;
- Tome XI : La Guerre franco-allemande (1870-1871) ;
- Tome XII : Conclusion : le Bilan social du XIXe siècle.

Les Preuves est une compilation de tribunes de presse consacrées à l'affaire Dreyfus ayant eu un fort retentissement.
Œuvre atypique la plus lue de son vivant, L'Armée nouvelle est une proposition de loi de réforme de l'armée dotée d'un exposé des motifs inhabituellement long de plusieurs centaines de pages.
- Les Preuves, 1898
- L'Armée nouvelle, 1910.

Une première édition complète de ses œuvres est entreprise par une équipe autour de Max Bonnafous, mais la dérive collaborationniste de certains d'entre eux discrédite le projet. Les Œuvres complètes en 17 volumes sont éditées par des universitaires aux éditions Fayard entre 2009 et 2023.

### Autres œuvres
En dehors de ses deux thèses, les nombreux ouvrages édités de son vivant ou après sa mort sont des tribunes, des retranscriptions de discours parlementaires ou publics, ou encore recueils d'articles de presse.
- De la réalité du monde sensible, thèse principale, Paris, Alcan, 1891.
- De primis socialismi germanici lineamentis apud Lutherum, Kant, Fichte et Hegel, thèse complémentaire, Toulouse, Chauvin, 1891.
- Études socialistes.
- Vers la république sociale.
- Préface à L'Application du système collectiviste de Lucien Deslinières, 1898.
- Les Deux Méthodes, 1900.
- Comment se réalisera le socialisme ?, 1901.
- Discours à la jeunesse, 1903.
- Maudite soit la guerre, 1903[102].
- Notre but, 1904.
- La Révolution russe, 1905.
- L'Alliance des peuples, 1905.
- Discours en Amérique latine, 1911 (éditions Bruno Leprince, 2010) ;
- Conflit élargi, 1912.
- « Les Idées politiques et sociales de Jean-Jacques Rousseau », article paru dans la Revue de métaphysique et de morale, mai-juin 1912.
- Discours de Vaise, 1914.
- Jaurès, l'intégrale des articles de 1887 à 1914 publiés dans La Dépêche (Privat, 2009), éditée par Rémy Pech, Rémy Cazals, Jean Faury, et Alain Boscus.
- Jean Jaurès, Vincent Duclert (éd.), Il faut sauver les Arméniens, Paris, Éditions Mille et Une Nuits (no 518), 2006, 78 p. (ISBN 978-2-84205-994-1).
- Citations suivies de Poèmes en Prose[103].

#### Presse
- Le Monde, « Jean Jaurès, un prophète socialiste », hors-série, mars 2014.
- L'Humanité (chapitres rédigés par Charles Sylvestre), « Jean Jaurès, une vie pour changer le monde », hors-série, 124 pages, avril 2014.
- Politis, « Les grands débats de la gauche depuis Jaurès », hors-série, juin-juillet 2014.

### Filmographie
- Dans la mini-série télévisée pour Antenne 2 Émile Zola ou la Conscience humaine (1978) de Stellio Lorenzi, son rôle est joué par William Sabatier.
- Jean Jaurès, vie et mort d'un socialiste, téléfilm d'Ange Casta en 1979, avec Bernard Fresson dans le rôle-titre.
- Jaurès, naissance d'un géant, téléfilm de Jean-Daniel Verhaeghe en 2005, avec Philippe Torreton dans le rôle-titre.
- Jaurès. La force de l'idéal, film docu-fictionnel de Didier Baulès en 1995, avec Denis Beaunes dans le rôle-titre.